# Liste des lignes de bus d'Angers
Les lignes de bus urbaines et suburbaines d'Angers desservent l'ensemble des communes d'Angers Loire Métropole. Le réseau de bus a été restructuré à la suite de l’arrivée de deux nouvelles lignes de tramway (B et C). Le nouveau réseau a été mis en service le 8 juillet 2023. Il est organisé par la communauté urbaine Angers Loire Métropole et commercialisé sous la marque Irigo.

## Présentation
Le réseau urbain se compose de douze lignes réparties en deux catégories : les lignes majeures et les lignes de proximité. Les lignes majeures sont composées de 4 lignes ayant une fréquence de passage plus élevés que les lignes de proximité. Ces lignes roulent également en soirée ainsi que les dimanches et jours fériés. Les lignes de proximité, au nombre de  8, relient le centre à la proche banlieue. Ces lignes ont une fréquence de passage moins élevé que les lignes majeures et ne circulent pas en soirée ni les dimanches et jours fériés.
Le réseau suburbain est quant à lui composé de treize lignes ainsi que de six lignes Express. Ces dernières partent du centre d'Angers et désservent les communes plus lointaines avec généralement moins d'arrêts intermédiaires dans la proche banlieue d'Angers et une plus grande fréquence de passage que les lignes suburbaines.
Il existe également deux lignes spéciales : La ligne Navette ayant pour vocation de desservir le marché dans le quartier de Monplaisir le dimanche matin, et la ligne Nuit qui circule les nuit du jeudi au dimanche.

## Réseau urbain

### Lignes majeures
Les lignes dites « majeures » sont les lignes structurantes du réseau. Elles sont complémentaires au tramway d'Angers. Celles-ci circulent toute la journée de 5h30 à minuit et même le dimanche avec des horaires adaptés.
| Ligne | Caractéristiques | Caractéristiques                                        | Caractéristiques                                        | Caractéristiques                                        | Caractéristiques                                                                      | Caractéristiques                                        | Caractéristiques                                        | Caractéristiques                                        | Caractéristiques                                        |
| 1     | Angers - Lorraine ⥋ Trélazé - Quantinière | Angers - Lorraine ⥋ Trélazé - Quantinière               | Angers - Lorraine ⥋ Trélazé - Quantinière               | Angers - Lorraine ⥋ Trélazé - Quantinière               | Angers - Lorraine ⥋ Trélazé - Quantinière                                             | Angers - Lorraine ⥋ Trélazé - Quantinière               | Angers - Lorraine ⥋ Trélazé - Quantinière               | Angers - Lorraine ⥋ Trélazé - Quantinière               | Angers - Lorraine ⥋ Trélazé - Quantinière               |
| ----- | --- | ------------------------------------------------------- | ------------------------------------------------------- | ------------------------------------------------------- | ------------------------------------------------------------------------------------- | ------------------------------------------------------- | ------------------------------------------------------- | ------------------------------------------------------- | ------------------------------------------------------- |
| 1     | Ouverture / Fermeture 8 juillet 2023 / — | Longueur 11 km                                          | Durée 30 min                                            | Nb. d’arrêts 34                                         | Matériel Lion's City G GX 427 Hybride Scania Omnicity 18m Scania Citywide 18m Agora L | Jours de fonctionnement L, Ma, Me, J, V, S, D           | Jour / Soir / Nuit / Fêtes O / O / N / O                | Voy. / an —                                             | Exploitant Irigo                                        |
| 1     | Desserte : - Communes : Angers, Trélazé - Quartiers : Centre-ville, Justice - Madeleine - Saint-Léonard - Principaux lieux desservis : Patinoire du Haras, Parc du Haras, Place de Lorraine, Jardin du Mail, Préfecture, Mairie d'Angers, Place Leclerc, Angers Loire Métropole, Tribunal de Grande Instance (TGI) d'Angers - Liste des arrêts desservis par cette ligne : Lorraine (uniquement vers Angers - Lorraine), Foch - Maison Bleue (uniquement vers Trélazé - Quantinière), Foch - Saint-Aubin, Foch - Haras, Paul Bert (uniquement vers Angers - Lorraine) André Leroy, Michelet, Bourgonnier, Volney, Madeleine, Saumuroise, Delacroix, Justices, Éclateries, Val de Loire, Léo Lagrange, Bellevue, Marais, Fresnaies, Chouteau, Ménard, Malaquais, Lefèvre, Pyramide, Buisson, Arena Loire, Monthibert, Trélazé Mairie, Trélazé Église, Trélazé Cimetière, 8 mai, Trélazé Gare, Mauriac, Malraux, Quantinière - Arrêts non-accessibles aux personnes à mobilité réduite : 8 mai (vers Angers - Lorraine), Malaquais (vers Angers - Lorraine), Ménard (vers Angers - Lorraine) - Arrêts en correspondances avec le tramway : Paul Bert, Foch - Haras, Foch - Maison Bleue, Lorraine |                                                         |                                                         |                                                         |                                                                                       |                                                         |                                                         |                                                         |                                                         |
| 1     | Autre : - Ligne en circulation : - Du lundi au samedi : de 5h30 à minuit avec un passage toutes les 12 à 15 minutes de 7h00 à 20h00 puis toutes les 45 minutes en soirée. - Le dimanche : de 7h30 à 23h00 avec un passage toutes les 45 minutes en moyenne. |                                                         |                                                         |                                                         |                                                                                       |                                                         |                                                         |                                                         |                                                         |
| 1     | Dernière actualisation : — |                                                         |                                                         |                                                         |                                                                                       |                                                         |                                                         |                                                         |                                                         |
| 2     | Saint-Barthélemy - Venaiserie ⥋ Beaucouzé - Haute Roche | Saint-Barthélemy - Venaiserie ⥋ Beaucouzé - Haute Roche | Saint-Barthélemy - Venaiserie ⥋ Beaucouzé - Haute Roche | Saint-Barthélemy - Venaiserie ⥋ Beaucouzé - Haute Roche | Saint-Barthélemy - Venaiserie ⥋ Beaucouzé - Haute Roche                               | Saint-Barthélemy - Venaiserie ⥋ Beaucouzé - Haute Roche | Saint-Barthélemy - Venaiserie ⥋ Beaucouzé - Haute Roche | Saint-Barthélemy - Venaiserie ⥋ Beaucouzé - Haute Roche | Saint-Barthélemy - Venaiserie ⥋ Beaucouzé - Haute Roche |
| 2     | Ouverture / Fermeture 8 juillet 2023 / — | Longueur —                                              | Durée 63 min                                            | Nb. d’arrêts 69                                         | Matériel Lion's City G Scania Citywide 18m OmniCity 18 m Agora L GX427 Hybride        | Jours de fonctionnement L, Ma, Me, J, V, S, D           | Jour / Soir / Nuit / Fêtes O / O / N / O                | Voy. / an —                                             | Exploitant Irigo                                        |
| 2     | Desserte : - Communes : Saint-Barthélemy-d'Anjou, Angers, Beaucouzé - Quartiers : Belle-Beille, Saint-Jaques - Nazareth, Centre-ville, Deux-Croix - Banchais - Principaux lieux desservis : Préfecture, Mairie d'Angers, Place de Lorraine, Jardin du Mail, Place Leclerc, Angers Loire Métropole, Collège Montaigne, Collège La Venaiserie - Liste des arrêts desservis par cette ligne : Venaiserie, Corot, Cézanne, Verdun, Pasteur, Jaudette, Walcourt, Morlière, Centre Équestre, Pellerinière, St-Barthélemy Stade, Aubépine, Gemmetrie, ESAIP, Jules Ferry, Croix de Cheminée, Paperie, La Reux, Caserne, Arceau, AFPA, Cimetière de l'Est, Montaigne, Gardot, Saint-Exupéry, Sécurité Sociale, Mail, Foch - Maison Bleue, Foch - Saint-Aubin, Foch - Haras, Les Gares, Gares Papin (uniquement vers Saint-Barthélemy - Venaiserie), Gares Bremont, Académie, Office de Tourisme, Sainte-Croix, République, Cœur de Maine, Beaurepaire, Trinité, Monprofit, Saint-Jacques, Farcy, Marcel Vigne, Chapelle Belle-Beille, Boisramé, Notre Dame du Lac, Polytech, Cité Universitaire, Restau. U, IUT, Belle-Beille Campus, Le Nôtre, Morel, INRAE, Grand Périgné, Le Landreau, Bourg de Paille, Rodin, Grange aux Belles, Promeniers, Cerfeuil, La Source, Rouairie, Vauragère, Prieuré, Grand Pin, Pinsons, Fauvettes, Haute Roche - Arrêt non-accessible aux personnes à mobilité réduite : Haute Roche, Fauvettes, Pinsons, Cerfeuil (vers Beaucouzé - Haute Roche), Beaurepaire, Académie, Les Gares (vers Beaucouzé - Haute Roche), Croix de Cheminée - Arrêts en correspondances avec le tramway : Belle-Beille Campus, Farcy, Gares Papin, Les Gares, Foch - Haras, Foch - Maison Bleue, Mail, Montaigne |                                                         |                                                         |                                                         |                                                                                       |                                                         |                                                         |                                                         |                                                         |
| 2     | Autre : - Ligne en circulation : - Du lundi au samedi : de 5h30 à minuit avec un passage toutes les 12 à 18 minutes de 7h00 à 20h00 puis toutes les heures en soirée. - Le dimanche : de 7h30 à 22h30 avec un passage toutes les heures en moyenne. - Particularités : - L'avant dernier départ de Beaucouzé - Haute Roche a pour terminus Foch - Maison Bleue. - L'avant dernier départ pour Saint-Barthélemy - Venaiserie s'effectue à Foch - Maison Bleue. - L'avant dernier départ de Saint-Barthélemy - Venaiserie a pour terminus Foch - Maison Bleue. - L'avant dernier départ pour Beaucouzé - Haute Roche s'effectue à Foch - Maison Bleue. |                                                         |                                                         |                                                         |                                                                                       |                                                         |                                                         |                                                         |                                                         |
| 2     | Dernière actualisation : — |                                                         |                                                         |                                                         |                                                                                       |                                                         |                                                         |                                                         |                                                         |
| 3     | Mûrs Érigné - Soland ⥋ Avrillé - Adézière | Mûrs Érigné - Soland ⥋ Avrillé - Adézière               | Mûrs Érigné - Soland ⥋ Avrillé - Adézière               | Mûrs Érigné - Soland ⥋ Avrillé - Adézière               | Mûrs Érigné - Soland ⥋ Avrillé - Adézière                                             | Mûrs Érigné - Soland ⥋ Avrillé - Adézière               | Mûrs Érigné - Soland ⥋ Avrillé - Adézière               | Mûrs Érigné - Soland ⥋ Avrillé - Adézière               | Mûrs Érigné - Soland ⥋ Avrillé - Adézière               |
| 3     | Ouverture / Fermeture 8 juillet 2023 / — | Longueur 21 km                                          | Durée 60 min                                            | Nb. d’arrêts 52                                         | Matériel Lion's City G Agora L OmniCity 18 m,Scania Citywide 18m GX427 Hybride        | Jours de fonctionnement L, Ma, Me, J, V, S, D           | Jour / Soir / Nuit / Fêtes O / O / N / O                | Voy. / an 1,75 million                                  | Exploitant Irigo                                        |
| 3     | Desserte : - Communes : Mûrs-Érigné, Les Ponts-de-Cé, Angers, Avrillé - Quartiers : Justices - Madeleine - Saint-Léonard, Centre-ville, Saint-Serge, Saint-Jacques - Nazareth - Principaux lieux desservis : Mairie de Mûrs-Érigné, Centre Commercial Rive sud, Institution Saint-Laud, Mairie des Ponts-de-Cé, Médiathèque Antoine de Saint-Exupéry, Château-Musée des Coiffes, Centre culturel, Cimetière des Ponts-de-Cé, Clinique de l'Anjou (Pôle Tassigny), CCI – Centre de Formation, Maison de la Création et de la Transmission d'Entreprises, Parc de l'Arboretum, École Supérieure d'Agriculture (ESA), Université Catholique de l'Ouest, Parc du Haras, Patinoire du Haras, Préfecture, Mairie d'Angers, Place de Lorraine, Jardin du Mail, Angers Loire Métropole, Banque de France, Place Leclerc, Maison d'Arrêt, Jardin des Plantes, Centre des Congrès, Université d'Angers, Jardin François Mitterrand, Place François Mitterrand, Place Molière, Promenade Jean Turc, Arts-et-Métiers, Collège Saint-Charles, Cimetière de l'Ouest, Centre Commercial Camus, Parc Georges Brassens, Collège Clément Janequin, Lycée Professionnel Paul-Émile Victor, Complexe sportif Auguste Delaune, Mairie d'Avrillé, Cimetière d'Avrillé - Liste des arrêts desservis par cette ligne : Adézière, Schwalbach, La Boissière, Pièce du Moulin, Basse Lande, Ternière, Mairie d’Avrillé, Maufinée, Delaune, Beurrière, Brassens, Maréchal Lyautey, Champ des Martyrs, Maison de la Danse, Grandmont, Clinique Saint Didier, Val d’Or, Meignanne, Rêveries, Pomone, Cimetière de l’Ouest, Descazeaux, Bichon, Hôtel Dieu, La Rochefoucauld, Saint-Serge Université, Mendès France, Lorraine (uniquement vers Avrillé - Adézière), Foch - Maison Bleue (uniquement vers Mûrs-Erigné - Soland), Foch - Saint-Aubin, Foch - Haras, Paul Bert (uniquement vers Avrillé - Adézière), André Leroy, Rabelais, ESA, De Lattre, Allard, Pôle Tassigny (uniquement vers Mûrs-Erigné - Soland), Trois Paroisses, Sablons, Ruelles, Gendron, Patureaux, Authion, Belle Poule, Ponts-de-Cé Mairie, Loire, Dube, Louet, Bosquet, Château Erigné, Monnier, Barboterie (uniquement vers Avrillé - Adézière), Grand Pressoir (uniquement vers Avrillé - Adézière), Erigné (uniquement vers Mûrs-Erigné - Soland), Soland (uniquement vers Mûrs-Erigné - Soland) - Arrêts non-accessibles aux personnes à mobilité réduite : Château Érigné, Bosquet, Louet, Belle Poule, Trois Paroisses (vers Mûrs-Érigné - Soland), Beaurepaire - Arrêts en correspondances avec le tramway: Paul Bert, Foch - Haras, Foch - Maison Bleue, Lorraine, Saint-Serge - Université |                                                         |                                                         |                                                         |                                                                                       |                                                         |                                                         |                                                         |                                                         |
| 3     | Autre : - Ligne en circulation : - Du lundi au samedi : de 5h30 à minuit avec un passage toutes les 12 à 18 minutes de 7h00 à 20h00 puis toutes les heures en soirée. - Le dimanche : de 7h30 à 22h30 avec un passage toutes les heures en moyenne. - Particularités : - L'avant dernier départ d'Avrillé - Adézière a pour terminus Foch - Maison Bleue. - L'avant dernier départ pour Mûrs Erigné - Soland s'effectue à Foch - Maison Bleue. - L'avant dernier départ de Mûrs Erigné - Soland a pour terminus Lorraine. - L'avant dernier départ pour Avrillé - Adézière s'effectue à Lorraine. |                                                         |                                                         |                                                         |                                                                                       |                                                         |                                                         |                                                         |                                                         |
| 3     | Dernière actualisation : — |                                                         |                                                         |                                                         |                                                                                       |                                                         |                                                         |                                                         |                                                         |
| 4     | Angers - Parc Expo ⥋ Beaucouzé - L'Hoirie | Angers - Parc Expo ⥋ Beaucouzé - L'Hoirie               | Angers - Parc Expo ⥋ Beaucouzé - L'Hoirie               | Angers - Parc Expo ⥋ Beaucouzé - L'Hoirie               | Angers - Parc Expo ⥋ Beaucouzé - L'Hoirie                                             | Angers - Parc Expo ⥋ Beaucouzé - L'Hoirie               | Angers - Parc Expo ⥋ Beaucouzé - L'Hoirie               | Angers - Parc Expo ⥋ Beaucouzé - L'Hoirie               | Angers - Parc Expo ⥋ Beaucouzé - L'Hoirie               |
| 4     | Ouverture / Fermeture 8 juillet 2023 / — | Longueur 21,6 km                                        | Durée 43 min                                            | Nb. d’arrêts 37                                         | Matériel OmniCity 18 m Citywide LF 18m Agora L Man Lion's City G Bus Hybride GX427    | Jours de fonctionnement L, Ma, Me, J, V, S, D           | Jour / Soir / Nuit / Fêtes O / O / N / O                | Voy. / an —                                             | Exploitant Irigo                                        |
| 4     | Desserte : - Communes : Beaucouzé, Angers - Quartiers : Deux-Croix - Banchais, Centre-ville, Belle-Beille - Principaux lieux desservis : Centre des Congrès, Jardin des Plantes, Maison d'Arrêt, Banque de France, Place Leclerc, Angers Loire Métropole, Mairie d'Angers, Jardin du Mail, Place de Lorraine, Préfecture, Patinoire du Haras, Parc du Haras, Gare d'Angers-Saint-Laud, Hyper-centre, CCI Maine-et-Loire, Château d'Angers, Parc Balzac - Liste des arrêts desservis par cette ligne : Parc Expo, Provins, Route de Paris, Banchais, 7 Sonnettes, Soleil Levant, Châtenay, Mimosas, Brisepotière, Desjardins, Macé, Lutin, Musset, Savary, Mendès France, Foch - Maison Bleue, Foch - Saint-Aubin, Foch - Haras, Les Gares, Gares Papin (uniquement vers Angers - Parc Expo), Gares Bremont, Académie, Château, Grand Maine, Pérussaie, Maison du Lac, Monnet, Delescluze, Montéclair, Vallon, Proudhon, Grésillé, Wigan, Shakespeare, Aliénor d'Aquitaine, Centre Commercial Mollière, ZI Beaucouzé, Thomasserie, Claie, Guinezert, AMIPI, Ébeaupin, Pavillon, L'Hoirie - Arrêts non-accessibles aux personnes à mobilité réduite : L'Hoirie (vers Beaucouzé - L'Hoirie), Pavillon, Ebeaupin, AMIPI, Guinezert, Claie, ZI Beaucouzé, Académie, Les Gares (vers Beaucouzé - L'Hoirie) , Banchais (vers Beaucouzé - L'Hoirie) - Arrêts en correspondances avec le tramway: Les Gares, Foch - Haras, Foch - Maison Bleue, Brisepotière |                                                         |                                                         |                                                         |                                                                                       |                                                         |                                                         |                                                         |                                                         |
| 4     | Autre : - Ligne en circulation : - Du lundi au samedi : de 5h30 à minuit avec un passage toutes les 12 à 18 minutes de 7h00 à 20h00 puis toutes les heures en soirée. - Le dimanche : de 7h30 à 23h15 avec un passage toutes les heures en moyenne. - Particularités : - L'avant dernier départ d'Angers - Parc Expo a pour terminus Foch - Maison Bleue. - L'avant dernier départ pour Beaucouzé - L'Hoirie s'effectue à Foch - Maison Bleue. - L'avant dernier départ de Beaucouzé - L'Hoirie a pour terminus Foch - Maison Bleue. - L'avant dernier départ pour Angers - Parc Expo s'effectue à Foch - Maison Bleue. |                                                         |                                                         |                                                         |                                                                                       |                                                         |                                                         |                                                         |                                                         |
| 4     | Dernière actualisation : — |                                                         |                                                         |                                                         |                                                                                       |                                                         |                                                         |                                                         |                                                         |

### Ligne circulaire
Cette ligne circulaire fait le tour de la ville d'Angers en reliant entre eux différents quartiers périphériques ainsi que le centre-ville.
| Ligne | Caractéristiques | Caractéristiques                     | Caractéristiques                     | Caractéristiques                     | Caractéristiques                                            | Caractéristiques                           | Caractéristiques                         | Caractéristiques                     | Caractéristiques                     |
| 5     | Verneau - Aquavita ⥋ Sens A - Sens B | Verneau - Aquavita ⥋ Sens A - Sens B | Verneau - Aquavita ⥋ Sens A - Sens B | Verneau - Aquavita ⥋ Sens A - Sens B | Verneau - Aquavita ⥋ Sens A - Sens B                        | Verneau - Aquavita ⥋ Sens A - Sens B       | Verneau - Aquavita ⥋ Sens A - Sens B     | Verneau - Aquavita ⥋ Sens A - Sens B | Verneau - Aquavita ⥋ Sens A - Sens B |
| ----- | --- | ------------------------------------ | ------------------------------------ | ------------------------------------ | ----------------------------------------------------------- | ------------------------------------------ | ---------------------------------------- | ------------------------------------ | ------------------------------------ |
| 5     | Ouverture / Fermeture 8 juillet 2023 / — | Longueur 22,6 km                     | Durée 75-80 min                      | Nb. d’arrêts 68                      | Matériel Heuliez GX 327 Citywide LF 12m Scania Omnicity 12m | Jours de fonctionnement L, Ma, Me, J, V, S | Jour / Soir / Nuit / Fêtes O / N / N / N | Voy. / an 2,16 millions              | Exploitant Irigo                     |
| 5     | Desserte : - Commune : Angers - Quartiers : Les Hauts de Saint-Aubin, Centre-ville, Monplaisir, Deux-Croix - Banchais, Justices - Madeleine - Saint-Léonard, La Roseraie, Saint-Jacques - Nazareth - Principaux lieux desservis : AquaVita, SMR Tramway – Dépôt Irigo, Lycée Technique et Professionnel Jean Moulin, M.I.N., Centre Commercial Saint-Serge, Lycée Professionnel Saint-Serge, Cimetière de l'Est, Parc de l'Arceau, Complexe sportif de l'Arceau, Centre Commercial Espace Anjou, Parc Villechien, Église Saint-Léonard, Collège Félix Landreau, Collège La Madeleine, Complexe sportif Jean Bouin, Parc de l'Arboretum, CCI – Centre de formation, Clinique de l'Anjou, CPAM du Maine-et-Loire, Collège Jean Mermoz, École du Génie, Archives Départementales, Gare d'Angers-Saint-Laud, CCI Maine-et-Loire, Hyper-centre, Château d'Angers, Cathédrale Saint-Maurice d'Angers, Centre Commercial Fleur d'Eau, Promenade Jean Turc, Arts-et-Métiers, Place la Rochefoucauld, Lycée Professionnel Les Buissonnets, Faculté de Pharmacie, CHU d'Angers, Collège Saint-Charles, Lycée Auguste et Jean Renoir, Cimetière de l'Ouest, Centre Commercial Camus, Caserne Verneau. - Liste des arrêts desservis par cette ligne : AquaVita, Auriol, Fraternité, Charnasserie, ESEO, Carrefour Saint-Serge, Ramon, Route de Briollay, Europe, Allonneau-Dunant, Brisepotière, Thuleau, Deux-Croix, Daguenet, Gillier, Isoret, Camélia, Espace Anjou, Villechien, Saint-Léonard, Jean Jaurès, Justices, Delacroix, Saumuroise, Intermarché, Haut Pressoir, De Lattre, Morellerie, Arboretum, Orgemont, Pôle Tassigny, Clinique de l'Anjou, Neruda, Orgemont, Cevert, Apprentis, Bouché Thomas, Roseraie, Dumont d’Urville, Pallach, Jules Verne, Jean XXIII, Claudel, Maréchal Juin, Mont Cassin, Gaubourgs, Centre de Tri, Eblé, Génie, Vauban, Poirel, Pont Noir, Gares Sémard (uniquement dans le sens A), Gares Bremont, Académie, Château, Le Quai, Dumesnil, Raspail, La Bruyère, Garenne, Roc Epine, Leclerc, Camus, Lizé, Peluau, Auriol, AquaVita - Arrêts non-accessibles aux personnes à mobilité réduite: Peluau (sens A), Raspail, Académie, Orgemont, Neruda, Eblé (sens B), Europe - Arrêts en correspondances avec le tramway: AquaVita, Auriol, Roseraie, Jean XXIII, Le Quai, Deux-Croix, Brisepotière, Alloneau-Dunant, Europe |                                      |                                      |                                      |                                                             |                                            |                                          |                                      |                                      |
| 5     | Autre : - Ligne en circulation : - Du lundi au samedi : de 6h00 à 21h30 avec un passage toutes les 20 minutes en moyenne. - Particularités : - Sens A : - Le matin, 2 départs sont effectués de l'arrêt De Lattre. - Sens B : - Le matin, 2 départs sont effectués depuis Gaubourgs. |                                      |                                      |                                      |                                                             |                                            |                                          |                                      |                                      |
| 5     | Dernière actualisation : — |                                      |                                      |                                      |                                                             |                                            |                                          |                                      |                                      |

### Lignes de proximité
Les lignes de proximité sont les lignes complémentaires du réseau. Elles assurent des dessertes complémentaires des lignes majeures.
| Ligne | Caractéristiques | Caractéristiques                                                                               | Caractéristiques                                                                               | Caractéristiques                                                                               | Caractéristiques                                                                               | Caractéristiques                                                                               | Caractéristiques                                                                               | Caractéristiques                                                                               | Caractéristiques                                                                               |
| 6     | Angers - CHU-Hôpital ⥋ Bouchemaine - Chantourteau / Pruniers | Angers - CHU-Hôpital ⥋ Bouchemaine - Chantourteau / Pruniers                                   | Angers - CHU-Hôpital ⥋ Bouchemaine - Chantourteau / Pruniers                                   | Angers - CHU-Hôpital ⥋ Bouchemaine - Chantourteau / Pruniers                                   | Angers - CHU-Hôpital ⥋ Bouchemaine - Chantourteau / Pruniers                                   | Angers - CHU-Hôpital ⥋ Bouchemaine - Chantourteau / Pruniers                                   | Angers - CHU-Hôpital ⥋ Bouchemaine - Chantourteau / Pruniers                                   | Angers - CHU-Hôpital ⥋ Bouchemaine - Chantourteau / Pruniers                                   | Angers - CHU-Hôpital ⥋ Bouchemaine - Chantourteau / Pruniers                                   |
| ----- | --- | ---------------------------------------------------------------------------------------------- | ---------------------------------------------------------------------------------------------- | ---------------------------------------------------------------------------------------------- | ---------------------------------------------------------------------------------------------- | ---------------------------------------------------------------------------------------------- | ---------------------------------------------------------------------------------------------- | ---------------------------------------------------------------------------------------------- | ---------------------------------------------------------------------------------------------- |
| 6     | Ouverture / Fermeture 8 juillet 2023 / — | Longueur —                                                                                     | Durée —                                                                                        | Nb. d’arrêts 54                                                                                | Matériel Scania Citywide 12m, Scania Omnicity 12m, Heuliez GX 327                              | Jours de fonctionnement L, Ma, Me, J, V, S                                                     | Jour / Soir / Nuit / Fêtes O / N / N / N                                                       | Voy. / an —                                                                                    | Exploitant Irigo                                                                               |
| 6     | Desserte : - Communes : Angers, Bouchemaine - Quartiers : Belle-Beille, Lac de Maine. - Principaux lieux desservis : Centre Hospitalier Universitaire d'Angers, Place de la Rochefoucault, Arts-et-Métiers, Parc Balzac, Esplanade Saint-Jacques, Stade Paul Robin, Collège Rabelais, ESSCA, Campus de Belle-Beille, CNFPT, Collège Jean Monnet, Parc de Démazis, Centre Commercial Grand Maine, Parc du Lac de Maine, Parc de loisirs Lac de Maine, Camping du Lac de Maine, Parc Industriel Angers-Bouchemaine, Église Saint-Symphorien, Centre-ville de Bouchemaine, Mairie de Bouchemaine, Camping de Bouchemaine, Club Nautique de Bouchemaine. - Liste des arrêts desservis par cette ligne : CHU-Hôpital, Haute de Reculée, Fac de Médecine, Jean Moulin, ESEO, Charnasserie, Fraternité, Lecuit, Blériot, Barra, Sainte-Thérèse, Bichon, Descazeaux, Monprofit, Le Quai, Farcy, Marcel Vigne, Chapelle Belle-Beille, Boisramé, Notre Dame du Lac, Polytech, Cité Universitaire, Beaussier, CNFPT, Monnet, Maison du Lac, Pérussaie, Maison de L'Environnement, Lac de Maine Nautique, Lac de Maine Campingn Croisette, Pruniers, Petit Vivier, Val de Maine, Petit Anjou, Harenchères, Petit Anjou, Val de Maine, Clos de la Vigne, Châtaigneraie, Piverdière, Artaud, Hauts de Bouchemaine, Petit Port, Chevrière, Bouchemaine Centre, Bouchemaine Camping, Bouchemaine Gare, Pont Laitier, La Pointe, Rangeardière, Les Vignes, Chantourteau - Arrêts non-accessibles aux personnes à mobilité réduite : Haute de Reculée (vers Bouchemaine), Petit Anjou, Chevrière, Pruniers - Arrêts en correspondances avec le tramway: CHU - Hôpital, Jean Moulin, Le Quai, Farcy, Beaussier, |                                                                                                |                                                                                                |                                                                                                |                                                                                                |                                                                                                |                                                                                                |                                                                                                |                                                                                                |
| 6     | Autre : - Ligne en circulation : - Du lundi au samedi : de 6h00 à 21h00 avec un passage toutes les 20 minutes en moyenne. - Particularités : - Ligne avec deux terminus. |                                                                                                |                                                                                                |                                                                                                |                                                                                                |                                                                                                |                                                                                                |                                                                                                |                                                                                                |
| 6     | Dernière actualisation : — |                                                                                                |                                                                                                |                                                                                                |                                                                                                |                                                                                                |                                                                                                |                                                                                                |                                                                                                |
| 7     | Montreuil-Juigné - Béné ⥋ Saint-Sylvain - Saint-Aubin La Salle | Montreuil-Juigné - Béné ⥋ Saint-Sylvain - Saint-Aubin La Salle                                 | Montreuil-Juigné - Béné ⥋ Saint-Sylvain - Saint-Aubin La Salle                                 | Montreuil-Juigné - Béné ⥋ Saint-Sylvain - Saint-Aubin La Salle                                 | Montreuil-Juigné - Béné ⥋ Saint-Sylvain - Saint-Aubin La Salle                                 | Montreuil-Juigné - Béné ⥋ Saint-Sylvain - Saint-Aubin La Salle                                 | Montreuil-Juigné - Béné ⥋ Saint-Sylvain - Saint-Aubin La Salle                                 | Montreuil-Juigné - Béné ⥋ Saint-Sylvain - Saint-Aubin La Salle                                 | Montreuil-Juigné - Béné ⥋ Saint-Sylvain - Saint-Aubin La Salle                                 |
| 7     | Ouverture / Fermeture 8 juillet 2023 / — | Longueur —                                                                                     | Durée —                                                                                        | Nb. d’arrêts 79                                                                                | Matériel Omnicity 12 m Heuliez GX 327 Citywide LF 12m                                          | Jours de fonctionnement L, Ma, Me, J, V, S                                                     | Jour / Soir / Nuit / Fêtes O / N / N / N                                                       | Voy. / an —                                                                                    | Exploitant Irigo                                                                               |
| 7     | Desserte : - Communes : Angers, Avrillé, Montreuil-Juigné, Saint-Sylvain-d'Anjou - Quartiers : Centre-ville, La Madeleine, Deux-Croix - Banchais, Saint-Jacques - Nazareth - Principaux lieux desservis : Hyper-centre, Caserne Verneau, Maison de l'Architecture des territoires et du Paysage, Parc Georges Brassens, Piscine d'Avrillé, Lycée Professionnel Paul-Émile Victor, Complexe sportif Auguste Delaune, Parc d'Activités Angers-Avrillé, Centre Commercial La Croix Cadeau, E.T.A.S., Collège Jean Zay, Mairie de Montreuil-Juigné, Piscine de Juigné, Camping Municipal de Montreuil-Juigné, Église de Feneu, Mairie de Feneu - Liste des arrêts desservis par cette ligne : Béné, Juigné, Juigné Camping, Auguste Renoir, René Clair, Domaine du Val, Germaine Tillion, Haut Coudray, Charles Péguy, 18 juin, De Beauvoir, Zola, Bel Air, Espéranto, Plateau Fleuri, Jean Huez, Mastelle, Avenue de l'Europe, Danemark, Allemagne, Italie, Irlande, Autriche, Plottière, Croix Cadeau, Auchan, (Langevin, Copernic), Avrillé - Ardenne, Poivre, Bonpland, Le Pré, Salette, Ripollet, Petite Garde, Avrillé Cimetière, Avrillé Mairie, Delaune, Oiseaux, Bois du Roy, Plateau Mayenne, Kennedy, Echman, Lizé, Gasnier, Gouronnières, Clouet, Bichon, Descazeaux, Trinité, Beaurepaire, Cœur de Maine, République, Sainte-Croix, Office de Tourisme, CCI, Lices, Paul Bert (uniquement vers Montreuil-Juigné - Béné), André Leroy, Michelet, Bourgonnier, Volney, Madeleine, Jean Bouin, Coubertin, Arobase, Langlade, Montaigne, Jérusalem, Daguenet, Gillier, Isoret, Vandellant, Ormeaux, Croix Blanche, Châtelain, Banchais, Jardins Familiaux, Saillerie (uniquement vers Saint-Sylvain - Saint-Aubin La Salle), Pignonière (uniquement vers Montreuil-Juigné - Béné), Claverie (uniquement vers Montreuil-Juigné - Béné), Saint-Aubin La Salle - Arrêts non-accessibles aux personnes à mobilité réduite : Juigné, Juigné Camping, 18 juin (vers Montreuil-Juigné - Béné), De Beauvoir, Jean Huez, Croix Cadeau (vers Saint-Sylvain - Saint-Aubin La Salle), Avrillé Mairie, Delaune, Oiseaux, Bichon, Beaurepaire, Coubertain (vers Saint-Sylvain - Saint-Aubin La Salle), Langlade, Châtelain (vers Montreuil-Juigné - Béné), Croix Blanche (vers Montreuil-Juigné - Béné) - Arrêts en correspondances avec le tramway : Bois du Roy, Plateau Mayenne, Avrillé - Ardenne, Montaigne |                                                                                                |                                                                                                |                                                                                                |                                                                                                |                                                                                                |                                                                                                |                                                                                                |                                                                                                |
| 7     | Autre : - Ligne en circulation : - Du lundi au samedi : de 6h20 à 21h10 avec un passage toutes les 25 minutes en moyenne. - Particularités : - Du lundi au vendredi, le matin, une course au départ de Saint-Aubin La Salle désert les arrêts Langevin et Copernic et une course au départ de Béné fait de même le soir en sens inverse. |                                                                                                |                                                                                                |                                                                                                |                                                                                                |                                                                                                |                                                                                                |                                                                                                |                                                                                                |
| 7     | Dernière actualisation : — |                                                                                                |                                                                                                |                                                                                                |                                                                                                |                                                                                                |                                                                                                |                                                                                                |                                                                                                |
| 8     | Les Ponts-de-Cé - Moulin Marcille / Floriloire ⥋ Sainte-Gemmes - Roche Morna | Les Ponts-de-Cé - Moulin Marcille / Floriloire ⥋ Sainte-Gemmes - Roche Morna                   | Les Ponts-de-Cé - Moulin Marcille / Floriloire ⥋ Sainte-Gemmes - Roche Morna                   | Les Ponts-de-Cé - Moulin Marcille / Floriloire ⥋ Sainte-Gemmes - Roche Morna                   | Les Ponts-de-Cé - Moulin Marcille / Floriloire ⥋ Sainte-Gemmes - Roche Morna                   | Les Ponts-de-Cé - Moulin Marcille / Floriloire ⥋ Sainte-Gemmes - Roche Morna                   | Les Ponts-de-Cé - Moulin Marcille / Floriloire ⥋ Sainte-Gemmes - Roche Morna                   | Les Ponts-de-Cé - Moulin Marcille / Floriloire ⥋ Sainte-Gemmes - Roche Morna                   | Les Ponts-de-Cé - Moulin Marcille / Floriloire ⥋ Sainte-Gemmes - Roche Morna                   |
| 8     | Ouverture / Fermeture 8 juillet 2023 / — | Longueur —                                                                                     | Durée —                                                                                        | Nb. d’arrêts 58                                                                                | Matériel Omnicity 12 m Heuliez GX 327 Citywide LF 12m                                          | Jours de fonctionnement L, Ma, Me, J, V, S                                                     | Jour / Soir / Nuit / Fêtes O / N / N / N                                                       | Voy. / an —                                                                                    | Exploitant Irigo                                                                               |
| 8     | Desserte : - Communes : Les Ponts-de-Cé, Angers, Sainte-Gemmes-sur-Loire - Quartiers : Les Gares, La Fayette - Eblé, La Roseraie, Justices - Madeleine - Saint-Léonard, Centre-ville, La Guillebotte, Moulin Marcille - Principaux lieux desservis : Dojo Daguerre, Parc des Ardoisiers, Parc du Vissoir, Village Santé, Parc de la Paperie, Parc des Ardoisières, Parc de Jeux de Villechien, Stade Raymond Kopa, Complexe sportif Jean Bouin, Lycée David d'Angers, Avenue Jeanne d'Arc, Caisse des Allocations Familiales (CAF), Caisse des Dépôts, Jardin du Mail, Place de Lorraine, Hôtel de Ville d'Angers, Angers Loire Métropole, Hyper-centre, Jardin de la Préfecture, Jardin des Beaux-Arts, Parc d'Olonne, Parc du Haras, Gare d'Angers-Saint-Laud, Parc Eblé, Parc sportif de la Baumette, Stade de Frémur, Centre Commercial de la Roseraie, Jardin de la Roseraie, Arboretum Gaston Allard, Parc du Huteau, Mairie de Sainte-Gemmes-sur-Loire, Centre de santé mentale Angevin (CESAME), Square du 11 novembre, Centre Floriloire, Campus de Pouillé, Cimetière des Ponts-de-Cé, Collège François Villon, Complexe Sportif François-Bernard (Espace Ligeria), Parc de la Guillebotte, Intermarché des Ponts-de-Cé, Château et Domaine de Grand Rivet, Parc d'Activités du Moulin Marcille - Liste des arrêts desservis par cette ligne : Floriloire, Pouillé, Patureaux, Gallieni, François Villon, George Sand, Marie Curie, Rostand, Roncières, Guillebotte / Moulin Marcille, Baudrairie ; Jean Boutton, Lavoir, Riotteau, Allumettes, Dojo Daguerre, Bellevue, Marais, Gaspalon, Village Santé, Cormiers, Saint-Léonard, Géricault, Mongazon, Stade Raymond Kopa, Desmazières, Anne Frank, Saint-Joseph, Place du Lycée, Lorraine, Foch - Maison Bleue (uniquement vers Sainte-Gemmes - Roche Morna), Foch - Saint-Aubin, Foch - Haras, Les Gares (uniquement vers Sainte-Gemmes - Roche Morna), Gares papin (uniquement vers Les Ponts-de-Cé - Moulin Marcille / Floriloire), Gares Sémard (uniquement vers Les Ponts-de-Cé - Moulin Marcille / Floriloire), Pont Noir, Poirel, Vauban, Frémur, Strasbourg, Letanduère, Bédier, Intrépide, Tardat, Aubry, Cosse, Hutreau, Bel Œil, Route d'Angers, Les Roses, Loupinot, Sainte-Gemmes Mairie, Sainte-Gemmes Hôpital, Clos Neuf, La Venrie, Le Port, Le Chêne, Roche Morna - Arrêts non-accessibles aux personnes à mobilité réduite : George Sand, Marie Curie, Rostand, Roncières, Guillebotte, Pont Noir, Gares Sémard - Arrêts en correspondances avec le tramway: Lorraine, Foch - Maison Bleue, Foch - Saint-Aubin, Foch - Haras, Les Gares |                                                                                                |                                                                                                |                                                                                                |                                                                                                |                                                                                                |                                                                                                |                                                                                                |                                                                                                |
| 8     | Autre : - Ligne en circulation : - Du lundi au samedi : de 6h15 à 21h30 avec un passage toutes les 20 minutes en moyenne. - Particularités : - Le premier départ pour Sainte-Gemmes - Roche Morna s'effectue à Village Santé. - Le dernier départ de Les Ponts-de-Cé - Moulin Marcille a pour terminus Angers - Lorraine. - Le premier départ pour Les Ponts-de-Cé - Moulin Marcille / Floriloire s'effectue à Angers - Lorraine. - L'arrêt Floriloire n'est desservi qu'en semaine : environ toutes les 1h15 vers Sainte-Gemmes - Roche Morna et toutes les 1h40 (en moyenne) vers Les Ponts-de-Cé - Floriloire. |                                                                                                |                                                                                                |                                                                                                |                                                                                                |                                                                                                |                                                                                                |                                                                                                |                                                                                                |
| 8     | Dernière actualisation : — |                                                                                                |                                                                                                |                                                                                                |                                                                                                |                                                                                                |                                                                                                |                                                                                                |                                                                                                |
| 9     | Les Ponts-de-Cé - Moulin Marcille ⥋ Ecouflant - Evantard | Les Ponts-de-Cé - Moulin Marcille ⥋ Ecouflant - Evantard                                       | Les Ponts-de-Cé - Moulin Marcille ⥋ Ecouflant - Evantard                                       | Les Ponts-de-Cé - Moulin Marcille ⥋ Ecouflant - Evantard                                       | Les Ponts-de-Cé - Moulin Marcille ⥋ Ecouflant - Evantard                                       | Les Ponts-de-Cé - Moulin Marcille ⥋ Ecouflant - Evantard                                       | Les Ponts-de-Cé - Moulin Marcille ⥋ Ecouflant - Evantard                                       | Les Ponts-de-Cé - Moulin Marcille ⥋ Ecouflant - Evantard                                       | Les Ponts-de-Cé - Moulin Marcille ⥋ Ecouflant - Evantard                                       |
| 9     | Ouverture / Fermeture 8 juillet 2023 / — | Longueur —                                                                                     | Durée —                                                                                        | Nb. d’arrêts 55                                                                                | Matériel Omnicity 12 m Heuliez GX 317 Citywide LF 12m((Heuliez GX 327))                        | Jours de fonctionnement L, Ma, Me, J, V, S                                                     | Jour / Soir / Nuit / Fêtes O / N / N / N                                                       | Voy. / an —                                                                                    | Exploitant Irigo                                                                               |
| 9     | Desserte : - Communes : Les Ponts-de-Cé, Angers, Écouflant - Quartiers : Eventard, Monplaisir, Saint-Serge, Centre-ville, Les Gares, La Baumette, La Fayette-Eblé, Les Justices, La Chesnaie, Le Grand Rivet, La Guillebotte, Moulin Marcille. - Principaux lieux desservis : Parc Hébert de la Rousselière, Scania, Collège Claude Debussy, Hippodrome d'Eventard, Parc Industriel d'Angers-Écouflant, Centre Commercial Saint-Serge, M.I.N. d'Angers, Université d'Angers, Faculté, Pationoire Angers Iceparc, Lycée Joachim du Bellay, Place Mendès France, Place Leclerc, Hôtel de Ville d'Angers, Jardin des Plantes, Centre de Congrès, Angers Loire Métropole, Jardin du Mail, Place de Lorraine, Hyper-centre, Préfecture, Parc du Haras, Gare d'Angers-Saint-Laud, Parc de sport de la Baumette, Théâtre Chanzy, Marché de La Fayette, ESA, CIRFA, Collège Félix Landreau, Terrain de Loisirs des Mortiers, Parc Saint-Gabriel, Super U Les Justices, Parc du Prieuré Saint-Augustin, Complexe sportif d'Athlétis, Lycée Jean Bodin, Centre Commercial de la Chesnaie, Collège François Villon, Complexe Sportif François-Bernard (Espace Ligeria), Parc de la Guillebotte, Intermarché des Ponts-de-Cé, Château et Domaine de Grand Rivet, Parc d'Activités du Moulin Marcille - Liste des arrêts desservis par cette ligne : Moulin Marcille, Baudrairie, Guillebotte, Roncières, Rostand, Marie Curie, George Sand, François Villon, Girardeau, La Chesnaie, Gendron, Dionneau, Athlétis, Daniel Gélin, Lino Ventura, Marianne, Viviers, Villesicard, Mutualité, Blandeau, César Geoffray, Mirabeau, La Fayette, Chanzy, Vauban, Poirel, Pont Noir, Gares Sémard (uniquement vers Ecouflant - Eventard), Gares Papin (uniquement vers Ecouflant - Eventard), Les Gares (uniquement vers Les Ponts-de-Cé -Moulin Marcille), Foch - Haras, Foch - Saint-Aubin, Foch - Maison Bleue (uniquement vers Les Ponts-de-Cé -Moulin Marcille), Lorraine (uniquement vers Ecouflant - Eventard), Mendès France, Talet, Berges de Maine, Faculté, Félix Faure, Carrefour Saint-Serge, La Cité-Chabada, Doyenné, Savoie, Industrie, (Scania, Lemercier, Pomanjou, Valéo, Rapidex, Bouzinac, Chabolais) / Hôtellerie, Debussy, Bois L'Abbé, Du Bellay, Cottage, Éventard - Arrêts non-accessibles aux personnes à mobilité réduite : Pomanjou, Lemercier, Scania, Savoie (vers Ecouflant - Eventard), Félix Faure, Les Gares, Gares Papin - Arrêts en correspondances avec le tramway: Savoie, Berges de Maine, Talet, Lorraine, Foch - Maison Bleue, Foch - Haras, Les Gares, La Fayette |                                                                                                |                                                                                                |                                                                                                |                                                                                                |                                                                                                |                                                                                                |                                                                                                |                                                                                                |
| 9     | Autre : - Ligne en circulation : - Du lundi au samedi : de 6h10 à 21h05 avec un passage toutes 20 minutes en moyenne. - Particularités : - Du lundi au vendredi seulement, certaines courses desservent les arrêts de la ZI Ecouflant. |                                                                                                |                                                                                                |                                                                                                |                                                                                                |                                                                                                |                                                                                                |                                                                                                |                                                                                                |
| 9     | Dernière actualisation : — |                                                                                                |                                                                                                |                                                                                                |                                                                                                |                                                                                                |                                                                                                |                                                                                                |                                                                                                |
| 10    | Saint-Sylvain - Chêne Vert ⥋ Trélazé - Gare / Trélazé - Saint-Lézin / Les Ponts-de-Cé - Sorges | Saint-Sylvain - Chêne Vert ⥋ Trélazé - Gare / Trélazé - Saint-Lézin / Les Ponts-de-Cé - Sorges | Saint-Sylvain - Chêne Vert ⥋ Trélazé - Gare / Trélazé - Saint-Lézin / Les Ponts-de-Cé - Sorges | Saint-Sylvain - Chêne Vert ⥋ Trélazé - Gare / Trélazé - Saint-Lézin / Les Ponts-de-Cé - Sorges | Saint-Sylvain - Chêne Vert ⥋ Trélazé - Gare / Trélazé - Saint-Lézin / Les Ponts-de-Cé - Sorges | Saint-Sylvain - Chêne Vert ⥋ Trélazé - Gare / Trélazé - Saint-Lézin / Les Ponts-de-Cé - Sorges | Saint-Sylvain - Chêne Vert ⥋ Trélazé - Gare / Trélazé - Saint-Lézin / Les Ponts-de-Cé - Sorges | Saint-Sylvain - Chêne Vert ⥋ Trélazé - Gare / Trélazé - Saint-Lézin / Les Ponts-de-Cé - Sorges | Saint-Sylvain - Chêne Vert ⥋ Trélazé - Gare / Trélazé - Saint-Lézin / Les Ponts-de-Cé - Sorges |
| 10    | Ouverture / Fermeture 8 juillet 2023 / — | Longueur —                                                                                     | Durée —                                                                                        | Nb. d’arrêts 72                                                                                | Matériel Omnicity 12 m Heuliez GX 317 Citywide LF 12m Heuliez GX 327                           | Jours de fonctionnement L, Ma, Me, J, V, S                                                     | Jour / Soir / Nuit / Fêtes O / N / N / N                                                       | Voy. / an —                                                                                    | Exploitant Irigo                                                                               |
| 10    | Desserte : - Communes : Saint-Sylvain-d'Anjou, Ecouflant, Angers, Trélazé, Les Ponts-de-Cé - Quartiers : Deux-Croix - Banchais, Monplaisir, Saint-Serge, Centre-ville, La Fayette - Éblé, Justices - Madeleine - Saint-Léonard, La Roseraie - Principaux lieux desservis : Parc d'Activités Angers-Est, Complexe sportif de la Vaillante, Parc de la Chalouère, Place Ney, Lycée Joachim du Bellay, Jardin des Plantes, Centre des Congrès, Maison d'Arrêt, Banque de France, Angers Loire Métropole, Place Leclerc, Jardin du Mail, Hôtel de ville d'Angers, Place de Lorraine, Préfecture, Hyper-centre, Gare d'Angers-Saint-Laud, Arboretum Gaston Allard, Parc de l'Arboretum, Collège La Madeleine, Centre Commercial La Pyramide, Lycée Professionnel Ludovic Ménard, Centre d'Activités de la Manufacture, Le Buisson, Salle Louis Aragon, Parc des Ardoisières, Parc d'Activités d'Angers-Trélazé, Gare de Trélazé - Liste des arrêts desservis par cette ligne : Chêne Vert, Paul Gauguin, André Bruel, Victor Hugo, Françaiserie, Maréchal Leclerc, Saint-Sylvain Mairie, Union, Champs Blancs, Bas Mortier, Millardière, Carreaux, Parc Expo, Provins, Du Bellay, Bois L'Abbé, Debussy, Hôtellerie, Industrie, Savoie, Auvergne, Nozay, Route de Briollay, Vaillante, Chalouère, Place Ney, Boreau, Mendès France, Foch - Maison Bleue (uniquement vers Trélazé / Les Ponts-de-Cé), Lorraine (uniquement vers Saint-Sylvain - Chêne Vert), Foch - Saint-Aubin, Foch - Haras, Les Gares (uniquement vers Trélazé / Les Ponts-de-Cé), Gares Papin (uniquement vers Saint-Sylvain - Chêne Vert), Pont Noir, Poirel, Vauban, Frémur, Strasbourg, Letanduère, Beauval, Lorette, Morellerie, De Lattre, Haut Pressoir, Intermarché, Saumuroise, Delacroix, Justices, Picasso, Parmentier, La Fauvelais, Beaumanoir, Léo Lagrange, Dojo Daguerre, Allumettes, Riotteau, Bourse, Morlong, Pyramide ; Perdriau (uniquement vers Saint-Sylvain - Chêne Vert), Renou, Mauperthuis, Sorges / Buisson, Dautel, Gentric, Saint-Lézin / (Bahonneau, De Gaulle, ZI Malembardières, Trélazé Gare) - Arrêts non-accessibles aux personnes à mobilité réduite : ZI Malembardières, De Gaulle, Gentric, Dautel, Sorges, Mauperthuis, Renou, Perdriau, Morlong, Bourse, Beauval (vers Trélazé / Les Ponts-de-Cé), Pont Noir (vers Trélazé / Les Ponts-de-Cé), Gares Sémard (vers Trélazé / Les Ponts-de-Cé), Gares Papin (vers Trélazé / Les Ponts-de-Cé), Les Gares, Lorraine (vers Trélazé / Les Ponts-de-Cé), Foch - Maison Bleue (vers Saint-Sylvain - Chêne Vert), Boreau (vers Saint-Sylvain - Chêne Vert), Chalouère (vers Trélazé / Les Ponts-de-Cé), Savoie (vers Saint-Sylvain - Chêne Vert), Du Bellay, Léon Faye, Hippodrome - Arrêts en correspondances avec le tramway: Savoie, Lorraine, Foch - Maison Bleue, Foch - Haras, Les Gares, Gares Papin, Strasbourg |                                                                                                |                                                                                                |                                                                                                |                                                                                                |                                                                                                |                                                                                                |                                                                                                |                                                                                                |
| 10    | Autre : - Ligne en circulation : - Du lundi au samedi : de 6h00 à 21h00 avec un passage toutes les 20 minutes en moyenne. - Particularités : - Desserte de l'arrêt Sorges (dans les deux sens) une fois par heure en moyenne. - Du lundi au vendredi, seulement 7 départs et 9 terminus sont effectués à Trélazé - Gare. - Le samedi, tous les départs et les terminus qui s'effectuent à Trélazé - Gare en semaine se font à Trélazé - Saint-Lézin, la desserte de ZI Malembardières n'est donc pas effectuée ce jour. |                                                                                                |                                                                                                |                                                                                                |                                                                                                |                                                                                                |                                                                                                |                                                                                                |                                                                                                |
| 10    | Dernière actualisation : — |                                                                                                |                                                                                                |                                                                                                |                                                                                                |                                                                                                |                                                                                                |                                                                                                |                                                                                                |
| 11    | Angers - Parc Expo ⥋ Angers - Lorraine | Angers - Parc Expo ⥋ Angers - Lorraine                                                         | Angers - Parc Expo ⥋ Angers - Lorraine                                                         | Angers - Parc Expo ⥋ Angers - Lorraine                                                         | Angers - Parc Expo ⥋ Angers - Lorraine                                                         | Angers - Parc Expo ⥋ Angers - Lorraine                                                         | Angers - Parc Expo ⥋ Angers - Lorraine                                                         | Angers - Parc Expo ⥋ Angers - Lorraine                                                         | Angers - Parc Expo ⥋ Angers - Lorraine                                                         |
| 11    | Ouverture / Fermeture 8 juillet 2023 / — | Longueur —                                                                                     | Durée —                                                                                        | Nb. d’arrêts 18                                                                                | Matériel Omnicity 12 m Heuliez GX 327 Citywide LF 12m Heuliez GX 317                           | Jours de fonctionnement L, Ma, Me, J, V                                                        | Jour / Soir / Nuit / Fêtes O / N / N / N                                                       | Voy. / an —                                                                                    | Exploitant Irigo                                                                               |
| 11    | Desserte : - Commune : Angers - Quartiers : Centre-ville, Deux-Croix - Banchais - Principaux lieux desservis : Place de Lorraine, Jardin du Mail, Avenue Jeanne d'Arc, La Galerie Espace Anjou, Parc des Expositions, Collège Montaigne - Liste des arrêts desservis par cette ligne : Parc Expo, Poularderie, Pôle 49, Hélène Boucher, Colombier, Chanterie, Bois Rinier, Cointreau, Maisons Rouges, Les Gâts, Camélia, Montrejeau, Couperin, Gardot, Saint-Exupéry, Sécurité Sociale, Mail, Lorraine - Arrêts non-accessibles aux personnes à mobilité réduite : Montrejeau, Bois Rimier - Arrêt en correspondances avec le tramway: Mail, Lorraine, Gardot |                                                                                                |                                                                                                |                                                                                                |                                                                                                |                                                                                                |                                                                                                |                                                                                                |                                                                                                |
| 11    | Autre : - Ligne en circulation : - Vers Angers - Parc Expo : - Du lundi au vendredi : de 6h00 à 8h30, de 12h35 à 13h35 et de 16h30 à 19h15 avec un passage toutes les 30 minutes en moyenne. - Vers Angers - Lorraine : - Du lundi au vendredi : de 6h30 à 8h00, de 12h00 à 13h00 et de 16h00 à 19h40 avec un passage toutes les 30 minutes en moyenne. - Particularités : - Aucun départ de 8h35 à 12h35 et de 13h35 à 16h30 vers Angers - Parc Expo. - Aucun départ de 8h00 à 12h00 et de 13h00 à 16h00 vers Angers - Lorraine. |                                                                                                |                                                                                                |                                                                                                |                                                                                                |                                                                                                |                                                                                                |                                                                                                |                                                                                                |
| 11    | Dernière actualisation : — |                                                                                                |                                                                                                |                                                                                                |                                                                                                |                                                                                                |                                                                                                |                                                                                                |                                                                                                |
| 12    | Angers - Monplaisir ⥋ Ecouflant - Veillère | Angers - Monplaisir ⥋ Ecouflant - Veillère                                                     | Angers - Monplaisir ⥋ Ecouflant - Veillère                                                     | Angers - Monplaisir ⥋ Ecouflant - Veillère                                                     | Angers - Monplaisir ⥋ Ecouflant - Veillère                                                     | Angers - Monplaisir ⥋ Ecouflant - Veillère                                                     | Angers - Monplaisir ⥋ Ecouflant - Veillère                                                     | Angers - Monplaisir ⥋ Ecouflant - Veillère                                                     | Angers - Monplaisir ⥋ Ecouflant - Veillère                                                     |
| 12    | Ouverture / Fermeture 8 juillet 2023 / — | Longueur —                                                                                     | Durée —                                                                                        | Nb. d’arrêts 23                                                                                | Matériel Omnicity 12 m Heuliez GX 327 Citywide LF 12m                                          | Jours de fonctionnement L, Ma, Me, J, V, S                                                     | Jour / Soir / Nuit / Fêtes O / N / N / N                                                       | Voy. / an —                                                                                    | Exploitant Irigo                                                                               |
| 12    | Desserte : - Communes : Angers, Ecouflant - Quartier : Monplaisir, Eventard - Liste des arrêts desservis par cette ligne : Monplaisir, Industrie, Hôtellerie, Debussy, Bois L'Abbé, Du Bellay, Cottage, Éventard, Chabolais, Confluence, L'Épervière, Pont aux Filles, Port Launay, Chaumières, Les Rives, Bellebranche, Vieille Maine, Mail des 4 Vents, Fief Gentil, La Brosse, Belle Motte, Grimorelle, Veillière - Arrêts non accessibles aux personnes à mobilité réduite : Veillère, Grimorelle, Belle Motte (vers Angers - Monplaisir), La Brosse, Fief Gentil, Mail des 4 Vents (vers Ecouflant - Veillère), Belle Branche (vers Ecouflant - Veillère), Les Rives (vers Ecouflant - Veillère), Port Launay, Pont aux Filles, L'Épervière, Confluence, Du Bellay - Arrêt en correspondances avec le tramway : Monplaisir |                                                                                                |                                                                                                |                                                                                                |                                                                                                |                                                                                                |                                                                                                |                                                                                                |                                                                                                |
| 12    | Autre : - Ligne en circulation : - Du lundi au vendredi : de 7h00 à 20h00 avec un passage toutes les heures en moyenne. - Le samedi : de 8h00 à 20h00 avec un passage toutes les heures. |                                                                                                |                                                                                                |                                                                                                |                                                                                                |                                                                                                |                                                                                                |                                                                                                |                                                                                                |
| 12    | Dernière actualisation : — |                                                                                                |                                                                                                |                                                                                                |                                                                                                |                                                                                                |                                                                                                |                                                                                                |                                                                                                |

## Réseau Express
Le réseau express est composé de six lignes. Ces lignes permettent de relier rapidement les communes périphériques et le cœur d’Angers, grâce à des  itinéraire direct empruntant les routes à voie rapide et effectuant un nombre d'arrêts limité.
| Ligne | Caractéristiques | Caractéristiques                                             | Caractéristiques                                             | Caractéristiques                                             | Caractéristiques                                             | Caractéristiques                                             | Caractéristiques                                             | Caractéristiques                                             | Caractéristiques                                             |
| E20   | Gares Papin (Angers) ⥋ L'Atoll (Beaucouzé) | Gares Papin (Angers) ⥋ L'Atoll (Beaucouzé)                   | Gares Papin (Angers) ⥋ L'Atoll (Beaucouzé)                   | Gares Papin (Angers) ⥋ L'Atoll (Beaucouzé)                   | Gares Papin (Angers) ⥋ L'Atoll (Beaucouzé)                   | Gares Papin (Angers) ⥋ L'Atoll (Beaucouzé)                   | Gares Papin (Angers) ⥋ L'Atoll (Beaucouzé)                   | Gares Papin (Angers) ⥋ L'Atoll (Beaucouzé)                   | Gares Papin (Angers) ⥋ L'Atoll (Beaucouzé)                   |
| ----- | --- | ------------------------------------------------------------ | ------------------------------------------------------------ | ------------------------------------------------------------ | ------------------------------------------------------------ | ------------------------------------------------------------ | ------------------------------------------------------------ | ------------------------------------------------------------ | ------------------------------------------------------------ |
| E20   | Ouverture / Fermeture 8 juillet 2023 / — | Longueur —                                                   | Durée 22 min                                                 | Nb. d’arrêts 21                                              | Matériel —                                                   | Jours de fonctionnement L, Ma, Me, J, V, S                   | Jour / Soir / Nuit / Fêtes O / O / N / N                     | Voy. / an —                                                  | Exploitant Irigo                                             |
| E20   | Desserte : - Communes: Angers, Beaucouzé. - Quartiers: Centre-ville, L'Atoll. - Principaux lieux desservis: Gare d'Angers-Saint-Laud, L'Atoll. - Arrêts en correspondances avec le tramway: Les Gares. |                                                              |                                                              |                                                              |                                                              |                                                              |                                                              |                                                              |                                                              |
| E20   | Autre : - Amplitude horaire : la ligne circule - en période scolaire: - du lundi au vendredi: de 6h30 à 21h05 avec 29 départs de L'Atoll et 32 départs d'Angers. - le samedi: de 6h40 à 21h10 avec 27 départs de L'Atoll et 27 départs d'Angers. - pendant les vacances scolaires: - du lundi au vendredi: de 6h30 à 21h05 avec 29 départs de L'Atoll et 28 départs d'Angers. - le samedi: de 6h40 à 21h10 avec 27 départs de L'Atoll et 27 départs d'Angers. - Particularités : - Certains bus ne circulent pas pendant les vacances scolaires ou les samedis. |                                                              |                                                              |                                                              |                                                              |                                                              |                                                              |                                                              |                                                              |
| E20   | Dernière actualisation : — |                                                              |                                                              |                                                              |                                                              |                                                              |                                                              |                                                              |                                                              |
| E21   | Gares Papin (Angers) ⥋ Domaine du Val (Montreuil-Juigné) | Gares Papin (Angers) ⥋ Domaine du Val (Montreuil-Juigné)     | Gares Papin (Angers) ⥋ Domaine du Val (Montreuil-Juigné)     | Gares Papin (Angers) ⥋ Domaine du Val (Montreuil-Juigné)     | Gares Papin (Angers) ⥋ Domaine du Val (Montreuil-Juigné)     | Gares Papin (Angers) ⥋ Domaine du Val (Montreuil-Juigné)     | Gares Papin (Angers) ⥋ Domaine du Val (Montreuil-Juigné)     | Gares Papin (Angers) ⥋ Domaine du Val (Montreuil-Juigné)     | Gares Papin (Angers) ⥋ Domaine du Val (Montreuil-Juigné)     |
| E21   | Ouverture / Fermeture 8 juillet 2023 / — | Longueur —                                                   | Durée 32 min                                                 | Nb. d’arrêts 26                                              | Matériel —                                                   | Jours de fonctionnement L, Ma, Me, J, V, S                   | Jour / Soir / Nuit / Fêtes O / N / N / N                     | Voy. / an —                                                  | Exploitant Transports Voisin                                 |
| E21   | Desserte : - Communes: Angers, Montreuil-Juigné. - Quartiers: Centre-ville, Domaine du Val. - Principaux lieux desservis: Gare d'Angers-Saint-Laud, Mairie de Montreuil-Juigné. - Arrêts en correspondances avec le tramway: Les Gares. |                                                              |                                                              |                                                              |                                                              |                                                              |                                                              |                                                              |                                                              |
| E21   | Autre : - Amplitude horaire : la ligne circule - du lundi au vendredi (toutes périodes): de 6h45 à 19h45 avec 16 départs de Montreuil-Juigné et 16 départs d'Angers. - le samedi (toutes périodes): de 8h39 à 19h49 avec 9 départs de Montreuil-Juigné et 9 départs d'Angers. |                                                              |                                                              |                                                              |                                                              |                                                              |                                                              |                                                              |                                                              |
| E21   | Dernière actualisation : — |                                                              |                                                              |                                                              |                                                              |                                                              |                                                              |                                                              |                                                              |
| E22   | Gares Papin (Angers) ⥋ Chantourteau Bouchemaine | Gares Papin (Angers) ⥋ Chantourteau Bouchemaine              | Gares Papin (Angers) ⥋ Chantourteau Bouchemaine              | Gares Papin (Angers) ⥋ Chantourteau Bouchemaine              | Gares Papin (Angers) ⥋ Chantourteau Bouchemaine              | Gares Papin (Angers) ⥋ Chantourteau Bouchemaine              | Gares Papin (Angers) ⥋ Chantourteau Bouchemaine              | Gares Papin (Angers) ⥋ Chantourteau Bouchemaine              | Gares Papin (Angers) ⥋ Chantourteau Bouchemaine              |
| E22   | Ouverture / Fermeture 8 juillet 2023 / — | Longueur —                                                   | Durée 30 min                                                 | Nb. d’arrêts 27                                              | Matériel —                                                   | Jours de fonctionnement L, Ma, Me, J, V, S                   | Jour / Soir / Nuit / Fêtes O / N / N / N                     | Voy. / an —                                                  | Exploitant Transports Voisin                                 |
| E22   | Desserte : - Communes: Angers, Bouchemaine - Quartiers: Centre-ville, Chantourteau - Principaux lieux desservis: Gare d'Angers-Saint-Laud, Mairie de Bouchemaine. - Arrêts en correspondances avec le tramway: Les Gares. |                                                              |                                                              |                                                              |                                                              |                                                              |                                                              |                                                              |                                                              |
| E22   | Autre : - Amplitude horaire : la ligne circule - du lundi au vendredi (toutes périodes): de 6h43 à 19h47 avec 17 départs de Chantourteau et 17 départs d'Angers. - le samedi (toutes périodes): de 8h34 à 19h56 avec 9 départs de Chantourteau et 9 départs d'Angers. |                                                              |                                                              |                                                              |                                                              |                                                              |                                                              |                                                              |                                                              |
| E22   | Dernière actualisation : — |                                                              |                                                              |                                                              |                                                              |                                                              |                                                              |                                                              |                                                              |
| E23   | Hôtel de Ville (Angers) ⥋ Guicheteau (Mûrs-Érigné) | Hôtel de Ville (Angers) ⥋ Guicheteau (Mûrs-Érigné)           | Hôtel de Ville (Angers) ⥋ Guicheteau (Mûrs-Érigné)           | Hôtel de Ville (Angers) ⥋ Guicheteau (Mûrs-Érigné)           | Hôtel de Ville (Angers) ⥋ Guicheteau (Mûrs-Érigné)           | Hôtel de Ville (Angers) ⥋ Guicheteau (Mûrs-Érigné)           | Hôtel de Ville (Angers) ⥋ Guicheteau (Mûrs-Érigné)           | Hôtel de Ville (Angers) ⥋ Guicheteau (Mûrs-Érigné)           | Hôtel de Ville (Angers) ⥋ Guicheteau (Mûrs-Érigné)           |
| E23   | Ouverture / Fermeture 8 juillet 2023 / — | Longueur —                                                   | Durée 28 min                                                 | Nb. d’arrêts 16                                              | Matériel —                                                   | Jours de fonctionnement L, Ma, Me, J, V, S                   | Jour / Soir / Nuit / Fêtes O / O / N / N                     | Voy. / an —                                                  | Exploitant Transports Voisin                                 |
| E23   | Desserte : - Communes: Angers, Mûrs-Érigné - Quartiers: Centre-ville, Saint-Léonard, Érigné, Mûrs - Principaux lieux desservis: Hôtel de Ville d'Angers, Palais de Justice, Centre Commercial Espace Anjou, Centre Commercial Rive Sud, Hôtel de Ville de Mûrs-Érigné. - Arrêts en correspondances avec le tramway: Hôtel de Ville, Gardot (Station Montaigne). |                                                              |                                                              |                                                              |                                                              |                                                              |                                                              |                                                              |                                                              |
| E23   | Autre : - Amplitude horaire : la ligne circule - du lundi au vendredi (toutes périodes): de 6h37 à 20h37 avec 27 départs de Guicheteau et 27 départs d'Angers. - le samedi (toutes périodes): de 8h30 à 20h14 avec 17 départs de Guicheteau et 17 départs d'Angers. |                                                              |                                                              |                                                              |                                                              |                                                              |                                                              |                                                              |                                                              |
| E23   | Dernière actualisation : — |                                                              |                                                              |                                                              |                                                              |                                                              |                                                              |                                                              |                                                              |
| E24   | Hôtel de Ville (Angers) ⥋ Royale (Corné) | Hôtel de Ville (Angers) ⥋ Royale (Corné)                     | Hôtel de Ville (Angers) ⥋ Royale (Corné)                     | Hôtel de Ville (Angers) ⥋ Royale (Corné)                     | Hôtel de Ville (Angers) ⥋ Royale (Corné)                     | Hôtel de Ville (Angers) ⥋ Royale (Corné)                     | Hôtel de Ville (Angers) ⥋ Royale (Corné)                     | Hôtel de Ville (Angers) ⥋ Royale (Corné)                     | Hôtel de Ville (Angers) ⥋ Royale (Corné)                     |
| E24   | Ouverture / Fermeture 8 juillet 2023 / — | Longueur —                                                   | Durée 35 min                                                 | Nb. d’arrêts 14                                              | Matériel —                                                   | Jours de fonctionnement L, Ma, Me, J, V, S                   | Jour / Soir / Nuit / Fêtes O / N / N / N                     | Voy. / an —                                                  | Exploitant Transports Voisin                                 |
| E24   | Desserte : - Communes: Angers, Brain-sur-l'Authion, Andard, Corné. - Quartiers: Centre-ville, Brain-sur-l'Authion, Andard, Corné. - Principaux lieux desservis: Gare d'Angers-Saint-Laud, Brain-sur-l'Authion, Andard, Corné. - Arrêts en correspondances avec le tramway: Hôtel de Ville. |                                                              |                                                              |                                                              |                                                              |                                                              |                                                              |                                                              |                                                              |
| E24   | Autre : - Amplitude horaire : la ligne circule - en période scolaire: - du lundi au vendredi: de 6h46 à 20h35 - le samedi: de 8h05 à 20h35 - pendant les vacances scolaires: - du lundi au vendredi: de 7h04 à 20h35 - le samedi: de 8h05 à 20h35 |                                                              |                                                              |                                                              |                                                              |                                                              |                                                              |                                                              |                                                              |
| E24   | Dernière actualisation : — |                                                              |                                                              |                                                              |                                                              |                                                              |                                                              |                                                              |                                                              |
| E25   | Hôtel de Ville (Angers) ⥋ Chêne Vert (Saint-Sylvain-d'Anjou) | Hôtel de Ville (Angers) ⥋ Chêne Vert (Saint-Sylvain-d'Anjou) | Hôtel de Ville (Angers) ⥋ Chêne Vert (Saint-Sylvain-d'Anjou) | Hôtel de Ville (Angers) ⥋ Chêne Vert (Saint-Sylvain-d'Anjou) | Hôtel de Ville (Angers) ⥋ Chêne Vert (Saint-Sylvain-d'Anjou) | Hôtel de Ville (Angers) ⥋ Chêne Vert (Saint-Sylvain-d'Anjou) | Hôtel de Ville (Angers) ⥋ Chêne Vert (Saint-Sylvain-d'Anjou) | Hôtel de Ville (Angers) ⥋ Chêne Vert (Saint-Sylvain-d'Anjou) | Hôtel de Ville (Angers) ⥋ Chêne Vert (Saint-Sylvain-d'Anjou) |
| E25   | Ouverture / Fermeture 31 août 2024 / — | Longueur —                                                   | Durée 26 min                                                 | Nb. d’arrêts 20                                              | Matériel —                                                   | Jours de fonctionnement —                                    | Jour / Soir / Nuit / Fêtes O / O / N / N                     | Voy. / an —                                                  | Exploitant Transports Voisin                                 |
| E25   | Desserte : Saint-Sylvain-d'Anjou, Angers |                                                              |                                                              |                                                              |                                                              |                                                              |                                                              |                                                              |                                                              |
| E25   | Autre : - Amplitude horaire : la ligne circule - en période scolaire: - du lundi au vendredi: de 6h25 à 20h40 (30 allers/retours par jour en semaine) - le samedi: de 6h30 à 21h06 (22 allers/retours) - pendant les vacances scolaires: - du lundi au vendredi: de 6h25 à 20h40 (30 allers/retours par jour en semaine) - le samedi: de 6h30 à 21h06 (22 allers/retours) |                                                              |                                                              |                                                              |                                                              |                                                              |                                                              |                                                              |                                                              |
| E25   | Dernière actualisation : — |                                                              |                                                              |                                                              |                                                              |                                                              |                                                              |                                                              |                                                              |

## Réseau suburbain
Le réseau suburbain est composé de treize lignes.
| Ligne | Caractéristiques | Caractéristiques | Caractéristiques | Caractéristiques | Caractéristiques | Caractéristiques | Caractéristiques | Caractéristiques | Caractéristiques |
| 30    | Hôtel de Ville (Angers) ⥋ Le Plessis-Grammoire / Sarrigné / Bauné | Hôtel de Ville (Angers) ⥋ Le Plessis-Grammoire / Sarrigné / Bauné                                                                    | Hôtel de Ville (Angers) ⥋ Le Plessis-Grammoire / Sarrigné / Bauné                                                                    | Hôtel de Ville (Angers) ⥋ Le Plessis-Grammoire / Sarrigné / Bauné                                                                    | Hôtel de Ville (Angers) ⥋ Le Plessis-Grammoire / Sarrigné / Bauné                                                                    | Hôtel de Ville (Angers) ⥋ Le Plessis-Grammoire / Sarrigné / Bauné                                                                    | Hôtel de Ville (Angers) ⥋ Le Plessis-Grammoire / Sarrigné / Bauné                                                                    | Hôtel de Ville (Angers) ⥋ Le Plessis-Grammoire / Sarrigné / Bauné                                                                    | Hôtel de Ville (Angers) ⥋ Le Plessis-Grammoire / Sarrigné / Bauné                                                                    |
| ----- | --- | --- | --- | --- | --- | --- | --- | --- | --- |
| 30    | Ouverture / Fermeture — / — | Longueur 17,4 km | Durée 42 min | Nb. d’arrêts 30 | Matériel — | Jours de fonctionnement L, Ma, Me, J, V, S                                                                                           | Jour / Soir / Nuit / Fêtes O / N / N / N                                                                                             | Voy. / an 85 500 | Exploitant Transports Voisin |
| 30    | Desserte : - Communes: Angers, Saint-Barthélémy-d'Anjou, Saint-Sylvain-d'Anjou, Le Plessis-Grammoire, Andard, Sarrigné. - Quartiers: Centre-ville, Deux Croix-Banchais. - Principaux lieux desservis: Hôtel de Ville, Lycée Saint-Aubin La Salle, Complexe Sportif La Pelleterie, Mairie du Plessis-Grammoire, Église du Plessis-Grammoire, Mairie de Sarrigné, Bauné Centre, Bauné Louise Michel - Arrêts en correspondances avec le tramway: Hôtel de Ville | | | | | | | | |
| 30    | Autre : - Amplitude horaire : la ligne circule - en période scolaire: - du lundi au vendredi: de 6h23 à 20h00 - le samedi: de 8h10 à 19h55 - pendant les vacances scolaires: - du lundi au vendredi: de 7h10 à 20h00 - Particularités : - Certains bus ne circulent pas pendant les vacances scolaires ou les samedis. | | | | | | | | |
| 30    | Dernière actualisation : — | | | | | | | | |
| 31    | Hôtel de Ville (Angers) ⥋ SOUCELLES Stade / BRIOLLAY Vérigné | Hôtel de Ville (Angers) ⥋ SOUCELLES Stade / BRIOLLAY Vérigné                                                                         | Hôtel de Ville (Angers) ⥋ SOUCELLES Stade / BRIOLLAY Vérigné                                                                         | Hôtel de Ville (Angers) ⥋ SOUCELLES Stade / BRIOLLAY Vérigné                                                                         | Hôtel de Ville (Angers) ⥋ SOUCELLES Stade / BRIOLLAY Vérigné                                                                         | Hôtel de Ville (Angers) ⥋ SOUCELLES Stade / BRIOLLAY Vérigné                                                                         | Hôtel de Ville (Angers) ⥋ SOUCELLES Stade / BRIOLLAY Vérigné                                                                         | Hôtel de Ville (Angers) ⥋ SOUCELLES Stade / BRIOLLAY Vérigné                                                                         | Hôtel de Ville (Angers) ⥋ SOUCELLES Stade / BRIOLLAY Vérigné                                                                         |
| 31    | Ouverture / Fermeture — / — | Longueur 17,6 km | Durée 35 min | Nb. d’arrêts 17 | Matériel — | Jours de fonctionnement L, Ma, Me, J, V, S                                                                                           | Jour / Soir / Nuit / Fêtes O / N / N / N                                                                                             | Voy. / an 34 200 | Exploitant Transdev - CAA 49 |
| 31    | Desserte : - Communes: Angers, Saint-Sylvain-d'Anjou, Villevêque, Briollay - Quartiers: Centre-ville, Deux Croix-Banchais. - Principaux lieux desservis: Gare d'Angers-Saint-Laud, Préfecture, Mairie d'Angers, Angers Loire Métropole, Place de Lorraine, Jardin du Mail, Place Leclerc, Banque de France, Centre des Congrès, Jardin des Plantes, Maison d'Arrêt, Lycée Saint-Aubin La Salle, Mairie de Briollay. - Arrêts en correspondances avec le tramway: Les Gares, Foch – Haras, Foch – Maison Bleue, Lorraine | | | | | | | | |
| 31    | Autre : - Amplitude horaire : la ligne circule - en période scolaire: - du lundi au vendredi: de 6h55 à 19h10 avec 2 départs de Vérigné, 5 départs de Varennes et 7 départs d'Angers dont 3 ayant pour terminus Vérigné. - le samedi: de 7h50 à 19h30 avec un départ de Vérigné, 2 départs de Varennes, et 5 départs d'Angers dont 2 ayant pour terminus Vérigné. - pendant les vacances scolaires: - du lundi au vendredi: de 6h55 à 19h10 avec 2 départs de Vérigné, 2 départs de Varennes, et 5 départs d'Angers dont 3 ayant pour terminus Vérigné. - le samedi: de 7h50 à 19h30 avec un départ de Vérigné, 2 départs de Varennes et 5 départs d'Angers dont 2 ayant pour terminus Vérigné. - Particularités : - Certains bus ne circulent pas pendant les vacances scolaires ou le samedi. | | | | | | | | |
| 31    | Dernière actualisation : — | | | | | | | | |
| 32    | Hôtel de Ville (Angers) ⥋ Soucelles / L'Hermitage Soucelles | Hôtel de Ville (Angers) ⥋ Soucelles / L'Hermitage Soucelles                                                                          | Hôtel de Ville (Angers) ⥋ Soucelles / L'Hermitage Soucelles                                                                          | Hôtel de Ville (Angers) ⥋ Soucelles / L'Hermitage Soucelles                                                                          | Hôtel de Ville (Angers) ⥋ Soucelles / L'Hermitage Soucelles                                                                          | Hôtel de Ville (Angers) ⥋ Soucelles / L'Hermitage Soucelles                                                                          | Hôtel de Ville (Angers) ⥋ Soucelles / L'Hermitage Soucelles                                                                          | Hôtel de Ville (Angers) ⥋ Soucelles / L'Hermitage Soucelles                                                                          | Hôtel de Ville (Angers) ⥋ Soucelles / L'Hermitage Soucelles                                                                          |
| 32    | Ouverture / Fermeture — / — | Longueur 22 km | Durée 40-45 min | Nb. d’arrêts 28 | Matériel — | Jours de fonctionnement L, Ma, Me, J, V, S                                                                                           | Jour / Soir / Nuit / Fêtes O / N / N / N                                                                                             | Voy. / an 101 500 | Exploitant Transdev - CAA 49 |
| 32    | Desserte : - Communes: Angers, Saint-Sylvain-d'Anjou, Pellouailles-les-Vignes, Villevêque, Soucelles - Quartiers: Centre-ville, Deux Croix-Banchais - Principaux lieux desservis: Gare d'Angers-Saint-Laud, Préfecture, Mairie d'Angers, Angers Loire Métropole, Place de Lorraine, Jardin du Mail, Place Leclerc, Banque de France, Centre des Congrès, Jardin des Plantes, Maison d'Arrêt, Lycée Saint-Aubin La Salle, Parc des Expositions d'Angers, Cité de l'Objet Connecté, Parc d'Activités Angers-Saint-Sylvain, Salles des Lices, Église de Pellouailles-les-Vignes, Mairie de Pellouailles-les-Vignes, Mairie de Villevêque, Moulin de Villevêque, Mairie de Soucelles, Château de Soucelles. - Arrêts en correspondances avec le tramway: Les Gares, Foch – Haras, Foch – Maison Bleue, Lorraine.                                                                                                   | | | | | | | | |
| 32    | Autre : - Amplitude horaire : la ligne circule - en période scolaire: - du lundi au vendredi: de 6h45 à 19h55 avec 8 départs d'Hermitage Soucelles, 3 départs de Soucelles et 10 départs d'Angers dont 4 ayant pour terminus Soucelles. - le samedi: de 7h15 à 19h55 avec 6 départs d'Hermitage Soucelles, 2 départs de Soucelles et 8 départs d'Angers dont 3 ayant pour terminus Soucelles. - pendant les vacances scolaires: - du lundi au vendredi: de 6h45 à 19h55 avec 5 départs d'Hermitage Soucelles, 3 départs de Soucelles et 8 départs d'Angers dont 3 ayant pour terminus Soucelles. - le samedi: de 7h15 à 19h55 avec 5 départs d'Hermitage Soucelles, 2 départs de Soucelles et 8 départs d'Angers dont 3 ayant pour terminus Soucelles. - Particularités : - Certains bus ne circulent pas pendant les vacances scolaires ou le samedi. - Certains bus ne desservent pas Saint-Sylvain-d'Anjou. | | | | | | | | |
| 32    | Dernière actualisation : — | | | | | | | | |
| 33    | Le Quai (Angers) ⥋ Feneu Croix de Beauvais / FENEU ZA Feneu (Feneu) | Le Quai (Angers) ⥋ Feneu Croix de Beauvais / FENEU ZA Feneu (Feneu)                                                                  | Le Quai (Angers) ⥋ Feneu Croix de Beauvais / FENEU ZA Feneu (Feneu)                                                                  | Le Quai (Angers) ⥋ Feneu Croix de Beauvais / FENEU ZA Feneu (Feneu)                                                                  | Le Quai (Angers) ⥋ Feneu Croix de Beauvais / FENEU ZA Feneu (Feneu)                                                                  | Le Quai (Angers) ⥋ Feneu Croix de Beauvais / FENEU ZA Feneu (Feneu)                                                                  | Le Quai (Angers) ⥋ Feneu Croix de Beauvais / FENEU ZA Feneu (Feneu)                                                                  | Le Quai (Angers) ⥋ Feneu Croix de Beauvais / FENEU ZA Feneu (Feneu)                                                                  | Le Quai (Angers) ⥋ Feneu Croix de Beauvais / FENEU ZA Feneu (Feneu)                                                                  |
| 33    | Ouverture / Fermeture — / — | Longueur 18,7 km | Durée 40-45 min | Nb. d’arrêts 19 | Matériel — | Jours de fonctionnement L, Ma, Me, J, V, S                                                                                           | Jour / Soir / Nuit / Fêtes O / N / N / N                                                                                             | Voy. / an 103 000 | Exploitant Transdev - CAA 49 |
| 33    | Desserte : - Communes: Angers, Cantenay-Épinard, Feneu - Quartiers: Centre-ville, Capucins, Les Hauts de Saint-Aubin - Principaux lieux desservis: Gare d'Angers-Saint-Laud, Château d'Angers, Théâtre Le Quai, Lycée Auguste et Jean Renoir, Aquavita, Mairie de Cantenay-Épinard, Mairie de Feneu, Église de Feneu, Zone d'Activités Les Cormiers. - Arrêts en correspondances avec le tramway: Les Gares, Verneau – Aquavita (station Verneau). | | | | | | | | |
| 33    | Autre : - Amplitude horaire : la ligne circule - en période scolaire: - du lundi au vendredi: de 6h40 à 19h05 avec 6 départs de Croix de Beauvais, 5 départs de Feneu et 10 départs d'Angers dont 3 ayant pour terminus Feneu. - le samedi: de 7h15 à 19h40 avec 2 départs de Croix de Beauvais, 5 départs de Feneu et 6 départs d'Angers dont 2 ayant pour terminus Croix de Beauvais. - pendant les vacances scolaires: - du lundi au vendredi: de 6h40 à 19h40 avec 6 départs de Croix de Beauvais, 3 départs de Feneu et 8 départs d'Angers dont 2 ayant pour terminus Feneu. - le samedi: de 7h15 à 19h40 avec 2 départs de Croix de Beauvais, 5 départs de Feneu et 6 départs d'Angers dont 2 ayant pour terminus Croix de Beauvais. - Particularités : - Certains bus ne circulent pas le mercredi ou le samedi.                                                                                        | | | | | | | | |
| 33    | Dernière actualisation : — | | | | | | | | |
| 34    | Le Quai (Angers) / AVRILLÉ Terra Botanica ⥋ PRUILLÉ Bois des Dames / LE PLESSIS-MACÉ L'Orée | Le Quai (Angers) / AVRILLÉ Terra Botanica ⥋ PRUILLÉ Bois des Dames / LE PLESSIS-MACÉ L'Orée                                          | Le Quai (Angers) / AVRILLÉ Terra Botanica ⥋ PRUILLÉ Bois des Dames / LE PLESSIS-MACÉ L'Orée                                          | Le Quai (Angers) / AVRILLÉ Terra Botanica ⥋ PRUILLÉ Bois des Dames / LE PLESSIS-MACÉ L'Orée                                          | Le Quai (Angers) / AVRILLÉ Terra Botanica ⥋ PRUILLÉ Bois des Dames / LE PLESSIS-MACÉ L'Orée                                          | Le Quai (Angers) / AVRILLÉ Terra Botanica ⥋ PRUILLÉ Bois des Dames / LE PLESSIS-MACÉ L'Orée                                          | Le Quai (Angers) / AVRILLÉ Terra Botanica ⥋ PRUILLÉ Bois des Dames / LE PLESSIS-MACÉ L'Orée                                          | Le Quai (Angers) / AVRILLÉ Terra Botanica ⥋ PRUILLÉ Bois des Dames / LE PLESSIS-MACÉ L'Orée                                          | Le Quai (Angers) / AVRILLÉ Terra Botanica ⥋ PRUILLÉ Bois des Dames / LE PLESSIS-MACÉ L'Orée                                          |
| 34    | Ouverture / Fermeture — / — | Longueur 19,5 km | Durée 20-30 min | Nb. d’arrêts 23 | Matériel — | Jours de fonctionnement L, Ma, Me, J, V, S                                                                                           | Jour / Soir / Nuit / Fêtes O / N / N / N                                                                                             | Voy. / an 100 000 | Exploitant Transdev - CAA 49 |
| 34    | Desserte : - Communes: Angers, Avrillé, La Meignanne, Le Plessis-Macé - Quartiers: Centre-ville, Saint-Jacques-Nazareth - Principaux lieux desservis: Gare d'Angers-Saint-Laud, Château d'Angers, Théâtre Le Quai, Lycée Auguste et Jean Renoir, Collège Saint-Charles, Centre Commercial Camus, Centre Culturel Georges Brassens, Parc d'Activités Angers-Avrillé, Centre Commercial Croix Cadeau, Mairie de La Meignanne, Mairie du Plessis-Macé, Château du Plessis-Macé. - Arrêts en correspondances avec le tramway: Les Gares, Avrillé – Ardenne. | | | | | | | | |
| 34    | Autre : - Amplitude horaire : la ligne circule - en période scolaire: - du lundi au vendredi: de 6h40 à 20h05 avec 7 départs d'Angers, 3 départs d'Avrillé – Ardenne et 9 départs du Plessis-Macé dont 3 ayant pour terminus Avrillé – Ardenne. - le samedi: de 7h20 à 19h45 avec 5 départs d'Angers, 2 départs d'Avrillé – Ardenne et 6 départs du Plessis-Macé dont 2 ayant pour terminus Avrillé – Ardenne. - pendant les vacances scolaires: - du lundi au vendredi: de 6h40 à 19h45 avec 5 départs d'Angers, 2 départs d'Avrillé – Ardenne et 8 départs du Plessis-Macé dont 3 ayant pour terminus Avrillé – Ardenne. - le samedi: de 7h20 à 19h45 avec 5 départs d'Angers, 2 départs d'Avrillé – Ardenne et 6 départs du Plessis-Macé dont 2 ayant pour terminus Avrillé – Ardenne. | | | | | | | | |
| 34    | Dernière actualisation : — | | | | | | | | |
| 35    | Le Quai (Angers) ⥋ La Coudre (Saint-Léger-des-Bois) / Les Essarts | Le Quai (Angers) ⥋ La Coudre (Saint-Léger-des-Bois) / Les Essarts                                                                    | Le Quai (Angers) ⥋ La Coudre (Saint-Léger-des-Bois) / Les Essarts                                                                    | Le Quai (Angers) ⥋ La Coudre (Saint-Léger-des-Bois) / Les Essarts                                                                    | Le Quai (Angers) ⥋ La Coudre (Saint-Léger-des-Bois) / Les Essarts                                                                    | Le Quai (Angers) ⥋ La Coudre (Saint-Léger-des-Bois) / Les Essarts                                                                    | Le Quai (Angers) ⥋ La Coudre (Saint-Léger-des-Bois) / Les Essarts                                                                    | Le Quai (Angers) ⥋ La Coudre (Saint-Léger-des-Bois) / Les Essarts                                                                    | Le Quai (Angers) ⥋ La Coudre (Saint-Léger-des-Bois) / Les Essarts                                                                    |
| 35    | Ouverture / Fermeture — / — | Longueur 18,9 km | Durée 40 min | Nb. d’arrêts 24 | Matériel — | Jours de fonctionnement L, Ma, Me, J, V, S                                                                                           | Jour / Soir / Nuit / Fêtes O / N / N / N                                                                                             | Voy. / an 85 000 | Exploitant Voyages Cordier |
| 35    | Desserte : - Communes: Angers, Beaucouzé, Saint-Lambert-la-Potherie, Saint-Léger-des-Bois. - Quartiers: Centre-ville, Belle-Beille - Principaux lieux desservis: Gare d'Angers-Saint-Laud, Château d'Angers, CCI Maine-et-Loire, Lycée Auguste et Jean Renoir, Théâtre Le Quai, Collège Rabelais, Campus de Belle-Beille, Maison de Technopole, Faculté de Lettrres et de Sciences Huamines, Agrocampus, INRA, Centre Commercial L'Atoll, Mairie de Saint-Lambert-la-Potherie, Domaine des Écots, Église de Saint-Léger-des-Bois. - Arrêts en correspondances avec le tramway: Les Gares. | | | | | | | | |
| 35    | Autre : - Amplitude horaire : la ligne circule - en période scolaire: - du lundi au vendredi: de 6h40 à 19h55 avec un départs des Essarts qui est direct entre La Coudre et Château (Angers), 9 départs de La Coudre et 11 départs d'Angers dont un ayant pour terminus Les Essarts et direct entre Château (Angers) et La Coudre. - le samedi: de 7h40 à 19h55 avec 6 départs de La Coudre et 5 départs d'Angers. - pendant les vacances scolaires: - du lundi au vendredi: de 7h00 à 19h55 avec 7 départs de La Coudre et 5 départs d'Angers. - le samedi: de 7h40 à 19h55 avec 6 départs de La Coudre et 5 départs d'Angers. - Particularités : - La desserte des Essarts n'est pas effectuée le samedi et pendant les vacances scolaires. | | | | | | | | |
| 35    | Dernière actualisation : — | | | | | | | | |
| 36    | Le Quai (Angers) ⥋ Beau Soleil (Saint-Martin-du-Fouilloux) | Le Quai (Angers) ⥋ Beau Soleil (Saint-Martin-du-Fouilloux)                                                                           | Le Quai (Angers) ⥋ Beau Soleil (Saint-Martin-du-Fouilloux)                                                                           | Le Quai (Angers) ⥋ Beau Soleil (Saint-Martin-du-Fouilloux)                                                                           | Le Quai (Angers) ⥋ Beau Soleil (Saint-Martin-du-Fouilloux)                                                                           | Le Quai (Angers) ⥋ Beau Soleil (Saint-Martin-du-Fouilloux)                                                                           | Le Quai (Angers) ⥋ Beau Soleil (Saint-Martin-du-Fouilloux)                                                                           | Le Quai (Angers) ⥋ Beau Soleil (Saint-Martin-du-Fouilloux)                                                                           | Le Quai (Angers) ⥋ Beau Soleil (Saint-Martin-du-Fouilloux)                                                                           |
| 36    | Ouverture / Fermeture — / — | Longueur 18,7 km | Durée 35-40 min | Nb. d’arrêts 20 | Matériel — | Jours de fonctionnement L, Ma, Me, J, V, S                                                                                           | Jour / Soir / Nuit / Fêtes O / N / N / N                                                                                             | Voy. / an 46 000 | Exploitant Voyages Cordier |
| 36    | Desserte : - Communes: Angers, Saint-Jean-de-Linières, Saint-Martin-du-Fouilloux - Quartiers: Centre-ville, Belle-Beille - Principaux lieux desservis: Gare d'Angers-Saint-Laud, Château d'Angers, CCI Maine-et-Loire, Lycée Auguste et Jean Renoir, Théâtre Le Quai, Collège Rabelais, Campus de Belle-Beille, CNFPT, Mairie de Saint-Jean-de-Linières, Espace Galilée, Musée de l'Abeille, Zone d'Activités de la Perraudière, Mairie de Saint-Martin-du-Fouilloux. - Arrêts en correspondances avec le tramway: Les Gares. | | | | | | | | |
| 36    | Autre : - Amplitude horaire : la ligne circule - en période scolaire: - du lundi au vendredi: de 6h45 à 19h15 avec 9 départs de Beau Soleil dont un ne desservant pas le centre-ville de Saint-Martin-du-Fouilloux, et 11 départs d'Angers dont un ne desservant pas Saint-Jean-de-Linières. - le samedi: de 7h10 à 19h40 avec 6 départs de Beau Soleil et 5 départs d'Angers dont un ne desservant pas Saint-Jean-de-Linières. - pendant les vacances scolaires: - du lundi au vendredi: de 6h45 à 19h15 avec 7 départs de Beau Soleil et 5 départs d'Angers dont un ne desservant pas Saint-Jean-de-Linières. - le samedi: de 7h10 à 19h40 avec 7 départs de Beau Soleil et 5 départs d'Angers dont un ne desservant pas Saint-Jean-de-Linières. - Particularités : - Certains bus ne desservent pas le centre-ville de Saint-Jean-de-Linières ou de Saint-Martin-du-Fouilloux.                              | | | | | | | | |
| 36    | Dernière actualisation : — | | | | | | | | |
| 37    | Le Quai (Angers) ⥋ ECUILLÉ Mairie | Le Quai (Angers) ⥋ ECUILLÉ Mairie | Le Quai (Angers) ⥋ ECUILLÉ Mairie | Le Quai (Angers) ⥋ ECUILLÉ Mairie | Le Quai (Angers) ⥋ ECUILLÉ Mairie | Le Quai (Angers) ⥋ ECUILLÉ Mairie | Le Quai (Angers) ⥋ ECUILLÉ Mairie | Le Quai (Angers) ⥋ ECUILLÉ Mairie | Le Quai (Angers) ⥋ ECUILLÉ Mairie |
| 37    | Ouverture / Fermeture — / — | Longueur 15,6 km | Durée 30 min | Nb. d’arrêts 21 | Matériel — | Jours de fonctionnement L, Ma, Me, J, V, S                                                                                           | Jour / Soir / Nuit / Fêtes O / N / N / N                                                                                             | Voy. / an 11 700 | Exploitant Transdev - CAA 49 |
| 37    | Desserte : - Communes: Angers, Sainte-Gemmes-sur-Loire, Bouchemaine, Savennières. - Quartiers: Centre-ville, La Fayette-Éblé. - Principaux lieux desservis: Gare d'Angers-Saint-Laud, Archives Départementales, Lycée Agricole Le Fresne, Mairie de Bouchemaine, Camping de Bouchemaine, Club Nautique de Bouchemaine, Mairie de Savennières, Gare de Savennières - Béhuard. - Arrêts en correspondances avec le tramway: Les Gares. | | | | | | | | |
| 37    | Autre : - Amplitude horaire : la ligne circule - en période scolaire: - du lundi au vendredi: de 6h55 à 19h10 avec 6 départs d'Angers et 6 départs de Savennières. - le samedi: de 6h55 à 19h10 avec 4 départs d'Angers et 4 départs de Savennières. - pendant les vacances scolaires: - du lundi au vendredi: de 6h55 à 19h10 avec 4 départs d'Angers et 4 départs de Savennières. - le samedi: de 6h55 à 19h10 avec 4 départs d'Angers et 4 départs de Savennières. - Particularités : - La ligne 37 complète la desserte de Bouchemaine et Chantourteau effectuée par la ligne 6. | | | | | | | | |
| 37    | Dernière actualisation : — | | | | | | | | |
| 38    | Le Quai (Angers) ⥋ Moulin (Saint-Clément-de-la-Place) | Le Quai (Angers) ⥋ Moulin (Saint-Clément-de-la-Place)                                                                                | Le Quai (Angers) ⥋ Moulin (Saint-Clément-de-la-Place)                                                                                | Le Quai (Angers) ⥋ Moulin (Saint-Clément-de-la-Place)                                                                                | Le Quai (Angers) ⥋ Moulin (Saint-Clément-de-la-Place)                                                                                | Le Quai (Angers) ⥋ Moulin (Saint-Clément-de-la-Place)                                                                                | Le Quai (Angers) ⥋ Moulin (Saint-Clément-de-la-Place)                                                                                | Le Quai (Angers) ⥋ Moulin (Saint-Clément-de-la-Place)                                                                                | Le Quai (Angers) ⥋ Moulin (Saint-Clément-de-la-Place)                                                                                |
| 38    | Ouverture / Fermeture — / — | Longueur 19,9 km | Durée 35-40 min | Nb. d’arrêts 17 | Matériel ? | Jours de fonctionnement L, Ma, Me, J, V, S                                                                                           | Jour / Soir / Nuit / Fêtes O / N / N / N                                                                                             | Voy. / an 37 000 | Exploitant Voyages Cordier |
| 38    | Desserte : - Communes: Angers, Beaucouzé, Saint-Lambert-la-Potherie, Saint-Clément-de-la-Place - Quartiers: Centre-ville, Belle-Beille. - Principaux lieux desservis: Gare d'Angers-Saint-Laud, Château d'Angers, CCI Maine-et-Loire, Lycée Auguste et Jean Renoir, Théâtre Le Quai, Collège Rabelais, Campus de Belle-Beille, Maison de Technopole, Faculté de Lettrres et de Sciences Huamines, Agrocampus, INRA, Centre Commercial L'Atoll, Mairie de Saint-Lambert-la-Potherie, Église de Saint-Clément-de-la-Place. - Arrêts en correspondances avec le tramway: Les Gares | | | | | | | | |
| 38    | Autre : - Amplitude horaire : la ligne circule - en période scolaire: - du lundi au vendredi: de 6h50 à 19h25 avec 6 départs de Rochette et 6 départs d'Angers. - le samedi: de 8h45 à 19h55 avec 3 départs de Rochette et 4 départs d'Angers. - pendant les vacances scolaires: - du lundi au vendredi: de 6h50 à 19h25 avec 4 départs de Rochette et 3 départs d'Angers. - le samedi: de 8h45 à 19h55 avec 3 départs de Rochette et 4 départs d'Angers. - Particularités : - Certains bus ne circulent pas le mercredi ou ne circulent que le mercredi. | | | | | | | | |
| 38    | Dernière actualisation : — | | | | | | | | |
| 39    | Gare routière Sémard (Angers) ⥋ BÉHUARD Bourg / STE-GEMMES Le Fresne | Gare routière Sémard (Angers) ⥋ BÉHUARD Bourg / STE-GEMMES Le Fresne                                                                 | Gare routière Sémard (Angers) ⥋ BÉHUARD Bourg / STE-GEMMES Le Fresne                                                                 | Gare routière Sémard (Angers) ⥋ BÉHUARD Bourg / STE-GEMMES Le Fresne                                                                 | Gare routière Sémard (Angers) ⥋ BÉHUARD Bourg / STE-GEMMES Le Fresne                                                                 | Gare routière Sémard (Angers) ⥋ BÉHUARD Bourg / STE-GEMMES Le Fresne                                                                 | Gare routière Sémard (Angers) ⥋ BÉHUARD Bourg / STE-GEMMES Le Fresne                                                                 | Gare routière Sémard (Angers) ⥋ BÉHUARD Bourg / STE-GEMMES Le Fresne                                                                 | Gare routière Sémard (Angers) ⥋ BÉHUARD Bourg / STE-GEMMES Le Fresne                                                                 |
| 39    | Ouverture / Fermeture — / — | Longueur 15,2 km | Durée 30-40 min | Nb. d’arrêts 13 | Matériel — | Jours de fonctionnement L, Ma, Me, J, V, S                                                                                           | Jour / Soir / Nuit / Fêtes O / N / N / N                                                                                             | Voy. / an 44 000 | Exploitant Voyages Cordier |
| 39    | Desserte : - Communes: Angers, Avrillé, La Membrolle-sur-Longuenée - Quartiers: Centre-ville, Saint-Jacques-Nazareth, Les Hauts de Saint-Aubin. - Principaux lieux desservis: Gare d'Angers-Saint-Laud, Château d'Angers, Théâtre Le Quai, Lycée Auguste et Jean Renoir, Collège Saint-Charles, Centre Commercial Camus, Caserne Verneau, Parc d'Activités Angers-Avrillé, Centre Commercial Croix Cadeau, Zone d'Activités Communautaire de la Chevallerie, Mairie de la Membrolle-sur-Longuenée, Zone d'Activités de la Perrière. - Arrêts en correspondances avec le tramway: Les Gares, Avrillé – Ardenne. | | | | | | | | |
| 39    | Autre : - Amplitude horaire : la ligne circule - en période scolaire: - du lundi au vendredi: de 6h30 à 19h10 avec 12 départs de Bouvet et 8 départs d'Angers. - le samedi: de 6h30 à 19h35 avec 5 départs de Bouvet et 9 départs d'Angers. - pendant les vacances scolaires: - du lundi au vendredi: de 6h30 à 19h05 avec 8 départs de Bouvet et 8 départs d'Angers. - le samedi: de 6h30 à 19h35 avec 5 départs de Bouvet et 9 départs d'Angers. - Particularités : - Certains bus ne circulent que le mercredi et le samedi. | | | | | | | | |
| 39    | Dernière actualisation : — | | | | | | | | |
| 40    | Hôtel de Ville (Angers) ⥋ ANGERS Gare routière Esplanade / ANGERS Gare routière Esplanade / Saumuroise / TRÉLAZÉ Gare / TRÉLAZÉ Gare | Hôtel de Ville (Angers) ⥋ ANGERS Gare routière Esplanade / ANGERS Gare routière Esplanade / Saumuroise / TRÉLAZÉ Gare / TRÉLAZÉ Gare | Hôtel de Ville (Angers) ⥋ ANGERS Gare routière Esplanade / ANGERS Gare routière Esplanade / Saumuroise / TRÉLAZÉ Gare / TRÉLAZÉ Gare | Hôtel de Ville (Angers) ⥋ ANGERS Gare routière Esplanade / ANGERS Gare routière Esplanade / Saumuroise / TRÉLAZÉ Gare / TRÉLAZÉ Gare | Hôtel de Ville (Angers) ⥋ ANGERS Gare routière Esplanade / ANGERS Gare routière Esplanade / Saumuroise / TRÉLAZÉ Gare / TRÉLAZÉ Gare | Hôtel de Ville (Angers) ⥋ ANGERS Gare routière Esplanade / ANGERS Gare routière Esplanade / Saumuroise / TRÉLAZÉ Gare / TRÉLAZÉ Gare | Hôtel de Ville (Angers) ⥋ ANGERS Gare routière Esplanade / ANGERS Gare routière Esplanade / Saumuroise / TRÉLAZÉ Gare / TRÉLAZÉ Gare | Hôtel de Ville (Angers) ⥋ ANGERS Gare routière Esplanade / ANGERS Gare routière Esplanade / Saumuroise / TRÉLAZÉ Gare / TRÉLAZÉ Gare | Hôtel de Ville (Angers) ⥋ ANGERS Gare routière Esplanade / ANGERS Gare routière Esplanade / Saumuroise / TRÉLAZÉ Gare / TRÉLAZÉ Gare |
| 40    | Ouverture / Fermeture — / — | Longueur — | Durée 50 min | Nb. d’arrêts 25 | Matériel — | Jours de fonctionnement L, Ma, Me, J, V, S                                                                                           | Jour / Soir / Nuit / Fêtes O / N / N / N                                                                                             | Voy. / an — | Exploitant Transports Voisin |
| 40    | Desserte : - Communes: Angers, Trélazé, Andard, Corné - Principaux lieux desservis: Gare d'Angers-Saint-Laud, Château d'Angers, Trélazé Mairie, Place du 8 mai, Andard Mairie, Rezeau, Corné Mairie, Corné Royale. - Arrêts en correspondances avec le tramway: Les Gares | | | | | | | | |
| 40    | Autre : - Amplitude horaire : la ligne circule - en période scolaire: - du lundi au vendredi: de 6h25 à 19h20. - le samedi: de 7h29 à 19h20. - pendant les vacances scolaires: - du lundi au vendredi: de 6h29 à 19h20. - le samedi: de 7h29 à 19h20. | | | | | | | | |
| 40    | Dernière actualisation : — | | | | | | | | |
| 41    | Gare routière Esplanade (Angers) ⥋ Haute Marzelle (Soulaines-sur-Aubance) | Gare routière Esplanade (Angers) ⥋ Haute Marzelle (Soulaines-sur-Aubance)                                                            | Gare routière Esplanade (Angers) ⥋ Haute Marzelle (Soulaines-sur-Aubance)                                                            | Gare routière Esplanade (Angers) ⥋ Haute Marzelle (Soulaines-sur-Aubance)                                                            | Gare routière Esplanade (Angers) ⥋ Haute Marzelle (Soulaines-sur-Aubance)                                                            | Gare routière Esplanade (Angers) ⥋ Haute Marzelle (Soulaines-sur-Aubance)                                                            | Gare routière Esplanade (Angers) ⥋ Haute Marzelle (Soulaines-sur-Aubance)                                                            | Gare routière Esplanade (Angers) ⥋ Haute Marzelle (Soulaines-sur-Aubance)                                                            | Gare routière Esplanade (Angers) ⥋ Haute Marzelle (Soulaines-sur-Aubance)                                                            |
| 41    | Ouverture / Fermeture — / — | Longueur 22,7 km | Durée 30-35 min | Nb. d’arrêts 13 | Matériel ? | Jours de fonctionnement L, Ma, Me, J, V, S                                                                                           | Jour / Soir / Nuit / Fêtes O / N / N / N                                                                                             | Voy. / an 9 000 | Exploitant Audouard Voyages |
| 41    | Desserte : - Communes: Angers, Les Ponts-de-Cé, Mûrs-Erigné, Soulaines-sur-Aubance - Quartiers: Centre-ville, Justices-Madeleine-Saint-Léonard, La Fayette-Éblé. - Principaux lieux desservis: Gare d'Angers-Saint-Laud, Université Catholique de l'Ouest, École Supérieure d'Agriculture (ESA), Parc de l'Arboretum, Athlétis, Lycée Jean Bodin, Salle Communale Henri Cortequisse, Mairie de Soulaines-sur-Aubance, Château de la Constantinière. - Arrêts en correspondances avec le tramway: Les Gares | | | | | | | | |
| 41    | Autre : - Amplitude horaire : la ligne circule - en période scolaire: - du lundi au vendredi: de 7h05 à 19h05 avec 4 départs d'Angers dont 2 desservant Athlétis et 4 départs de Soulaines dont 2 desservant Athlétis. - le samedi: de 8h25 à 19h05 avec 2 départs d'Angers et 2 départs de Soulaines dont un desservant Athlétis. - pendant les vacances scolaires: - du lundi au vendredi: de 7h05 à 19h05 avec 2 départs d'Angers et 3 départs de Soulaines dont un desservant Athlétis. - le samedi: de 8h25 à 19h05 avec 2 départs d'Angers et 2 départs de Soulaines dont un desservant Athlétis. | | | | | | | | |
| 41    | Dernière actualisation : — | | | | | | | | |
| 42    | Gare routière Esplanade (Angers) ⥋ ST-MATHURIN Grand Chemin / ST-MATHURIN Mairie / ST-MATHURIN Grand Chemin / St-Mathurin Mairie | Gare routière Esplanade (Angers) ⥋ ST-MATHURIN Grand Chemin / ST-MATHURIN Mairie / ST-MATHURIN Grand Chemin / St-Mathurin Mairie     | Gare routière Esplanade (Angers) ⥋ ST-MATHURIN Grand Chemin / ST-MATHURIN Mairie / ST-MATHURIN Grand Chemin / St-Mathurin Mairie     | Gare routière Esplanade (Angers) ⥋ ST-MATHURIN Grand Chemin / ST-MATHURIN Mairie / ST-MATHURIN Grand Chemin / St-Mathurin Mairie     | Gare routière Esplanade (Angers) ⥋ ST-MATHURIN Grand Chemin / ST-MATHURIN Mairie / ST-MATHURIN Grand Chemin / St-Mathurin Mairie     | Gare routière Esplanade (Angers) ⥋ ST-MATHURIN Grand Chemin / ST-MATHURIN Mairie / ST-MATHURIN Grand Chemin / St-Mathurin Mairie     | Gare routière Esplanade (Angers) ⥋ ST-MATHURIN Grand Chemin / ST-MATHURIN Mairie / ST-MATHURIN Grand Chemin / St-Mathurin Mairie     | Gare routière Esplanade (Angers) ⥋ ST-MATHURIN Grand Chemin / ST-MATHURIN Mairie / ST-MATHURIN Grand Chemin / St-Mathurin Mairie     | Gare routière Esplanade (Angers) ⥋ ST-MATHURIN Grand Chemin / ST-MATHURIN Mairie / ST-MATHURIN Grand Chemin / St-Mathurin Mairie     |
| 42    | Ouverture / Fermeture — / — | Longueur — | Durée 1h00 min | Nb. d’arrêts 20 | Matériel — | Jours de fonctionnement L, Ma, Me, J, V, S                                                                                           | Jour / Soir / Nuit / Fêtes O / N / N / N                                                                                             | Voy. / an — | Exploitant Transports Voisin |
| 42    | Desserte : - Communes: Angers, Trélazé,Saint-Mathurin-sur-Loire - Principaux lieux desservis: Gare d'Angers-Saint-Laud, André Leroy, Fresnaies, Daguenière Église, Le Ruau, Bas Chemin, St-Mathurin Mairie, Grand Chemin. - Arrêts en correspondances avec le tramway: Les Gares. | | | | | | | | |
| 42    | Autre : - Amplitude horaire : la ligne circule - en période scolaire: - du lundi au vendredi: de 6h48 à 20h04 - le samedi: de 8h15 à 19h40 - pendant les vacances scolaires: - du lundi au vendredi: de 6h48 à 20h04 - le samedi: de 8h15 à 19h40 | | | | | | | | |
| 42    | Dernière actualisation : — | | | | | | | | |

## Irigo Flex
Irigo Flex est une service de transport à la demande. Pour en bénéficier, il faut réserver un trajet entre les arrêts voulus au moins deux heures avant la course. Les arrêts du réseau ne sont pas tous disponibles, il existe onze zones dans lesquelles il est possible de voyager. Il est à noter qu'il n'est pas possible de connecter deux arrêts de deux différentes zones. Le transport avec Irigo Flex n'engendre aucun coût supplémentaire : les tarifs habituels s'appliquent. Ce service a été créé le 12 mai 2003, originellement sous le nom Cotraxi, il relie les communes suburbaines de l'agglomération entre elles.

### Du lundi au samedi (sauf jours fériés)
- : Avrillé / Cantenay-Épinard / Écuillé / Feneu / Montreuil-Juigné / Soulaire-et-Bourg
- : Beaucouzé / Saint-Clément-de-la-Place / Saint-Jean-de-Linières / Saint-Lambert-la-Potherie / Saint-Léger-des-Bois / Saint-Martin-du-Fouilloux
- : Briollay / Le Plessis-Grammoire / Pellouailles-les-Vignes / Sarrigné / Soucelles / Saint-Sylvain-d'Anjou / Villevêque
- : Bouchemaine / Sainte-Gemmes-sur-Loire / Les Ponts-de-Cé / Trélazé
- : Mûrs-Érigné / Soulaines-sur-Aubance
- : Avrillé / La Meignanne / La Membrolle-sur-Longuenée / Le Plessis-Macé / Montreuil-Juigné / Pruillé

### Dimanches et jours fériés
- : Montreuil-Juigné / Avrillé ( Anciennement la ligne 7d )
- : Angers / Les Ponts-de-Cé / Sainte-Gemmes-sur-Loire ( Anciennement la ligne 11d )

## Galerie

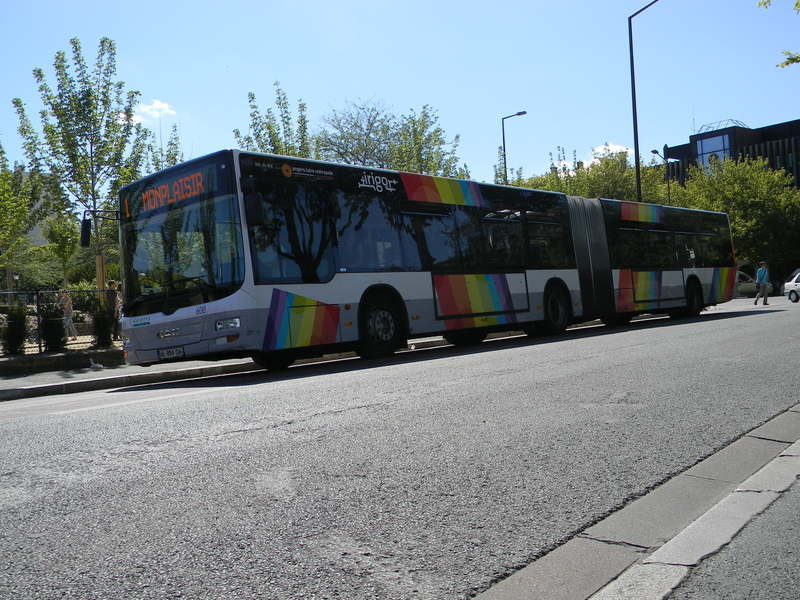
Bus sur la ligne 1, Place Leclerc.
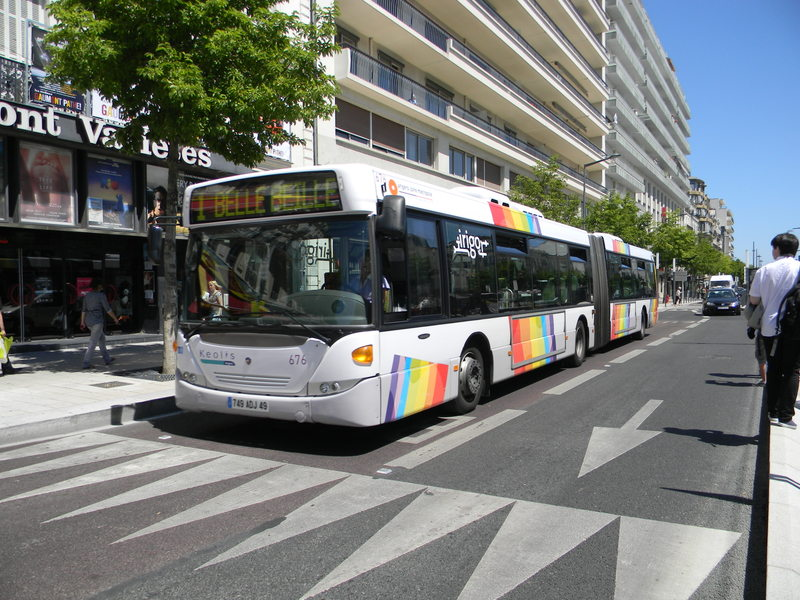
Bus sur la ligne 1.
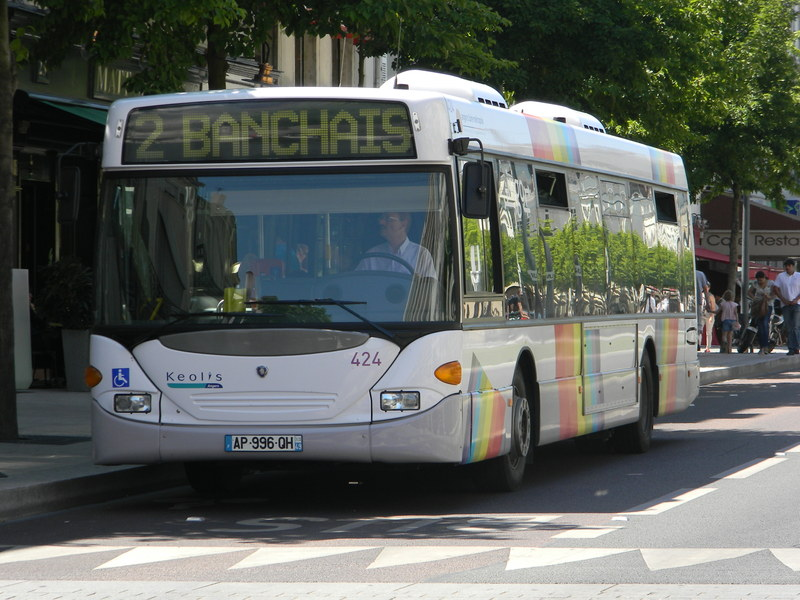
Bus sur la ligne 2
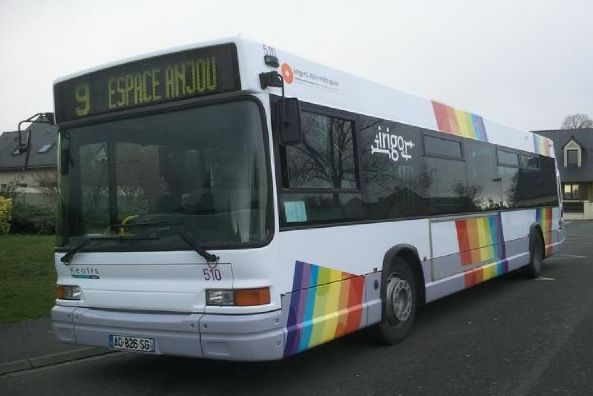
GX 317 sur la ligne 9
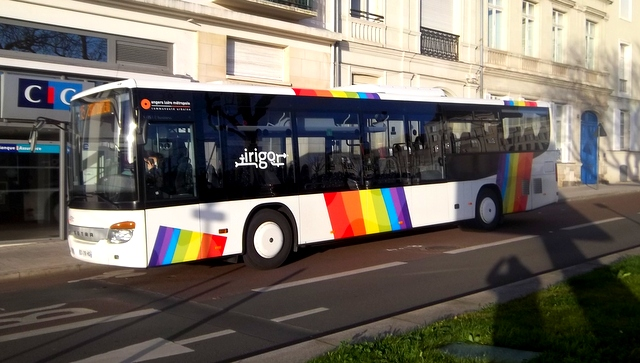
Setra ligne 15 irigo